# Go Ahead Eagles
Go Ahead Eagles is een Nederlandse profvoetbalvereniging uit Deventer. De thuiswedstrijden worden gespeeld in het eigen stadion De Adelaarshorst.
Go Ahead, de club waaruit Go Ahead Eagles is voortgekomen, werd in 1902 opgericht als Be Quick. Bij de toetreding tot de NVB in 1905 werd de clubnaam veranderd in Go Ahead. In 1971, bij de splitsing van de amateur- en de proftak, werd op voorspraak van toenmalig trainer-coach Barry Hughes de toevoeging Eagles aan de naam toegevoegd. De amateurs gingen verder als DVV Go-Ahead. De club won op 21 april 2025 de KNVB Beker.

## Geschiedenis

### Oprichting en eerste jaren
De club werd in 1902 opgericht door Leo zur Kleinsmiede (de eerste voorzitter) en Karel Hollander. Tot de eerste leden behoorde ook diens broers David en Hartog, de latere sportverslaggever Han Hollander. De naam van de club werd Be Quick, en het tenue bestond uit rood-wit gestreepte shirts en zwarte broeken. Het was een van de eerste volksclubs in Nederland. In het seizoen 1903/04 speelde het in de Apeldoornse Voetbalbond, en het jaar daarop stapte het over naar de Zutphense Voetbalbond. In 1905 werd de club toegelaten tot de NVB onder de voorwaarde dat de club haar naam veranderde, vanwege de al bestaande Groningse club Be Quick. De clubkleuren werden veranderd in rood-geel.

### Eerste successen
Go Ahead begon in de Tweede Klasse. In 1911 promoveerde de club naar de Oostelijke Eerste Klasse. In 1916 werd de club voor het eerst kampioen van de Oostelijke Eerste Klasse, waarna hij in een competitie met de andere regionale kampioenen om de landstitel speelde. In deze kampioenscompetitie om het algemeen landskampioenschap was echter de zuidelijke kampioen Willem II te sterk. Een jaar later pakte Go Ahead wel zijn eerste landstitel, een prestatie die het in 1922, 1930 en 1933 herhaalde.
In de periode tussen de Eerste en Tweede Wereldoorlog in was Go Ahead veruit de meest succesvolle ploeg in de Oostelijke competitie. De club werd in die periode vijftien keer kampioen, en won van 1916 tot en met 1923 de titel zelfs achtmaal op rij. Het laatste vooroorlogse Oostelijke kampioenschap werd in 1937 behaald. Daarna ging het minder. In 1941 degradeerde de club naar de Tweede Klasse. Het jaar erop promoveerde Go Ahead weer terug. In 1948 werd de club voor de zestiende en laatste keer kampioen van de Oostelijke Eerste Klasse. In de strijd om het landskampioenschap met de overige regionale kampioenen eindigde de club dat jaar achter BVV en Heerenveen als derde.

### Betaald voetbal (vanaf 1954)
De invoering van het betaald voetbal in 1954 was voor Go Ahead aanvankelijk geen succes. Zo eindigde de club in 1956 als twee-na-laatste in de tweede (laagste) divisie. Maar in 1959 werd promotie naar de Eerste divisie afgedwongen. Op 7 oktober 1962 boekte Go Ahead de grootste overwinning uit de clubhistorie. In Deventer werd het 11-1 tegen Roda JC. In 1963 volgde promotie naar de Eredivisie. In de vierentwintig jaren die volgden bleef de club op het hoogste niveau uitkomen. Vooral in de tweede helft van de jaren zestig deed Go Ahead het goed in de Eredivisie. Zo eindigde de club van 1966 tot en met 1969 viermaal op rij in de top vijf met als hoogtepunt het seizoen 1967/68 toen Go Ahead achter Ajax en Feijenoord als derde eindigde.
Ook in het bekertoernooi kende Go Ahead in die periode successen. Zo haalde de club van 1965 tot en met 1968 viermaal op rij de halve finale. Die van 1966, 1967 en 1968 werden verloren, maar in 1965 haalde Go Ahead wel de finale. Deze werd met 1-0 verloren van Feyenoord, maar omdat Feyenoord ook landskampioen was, mocht Go Ahead toch Europees voetbal spelen. In de eerste ronde werd Celtic (dat een seizoen later de Europacup I zou winnen) geloot. Er werd twee keer verloren, 0-1 en 6-0.

### Naamswijziging (1971) en stabiele jaren in de Eredivisie
Op 1 juli 1971 scheidde de profafdeling van Go Ahead zich af van de amateurtak, waarbij Eagles aan de naam werd toegevoegd en de club aldus verderging onder de naam Go Ahead Eagles. Bedenker van de toevoeging was Barry Hughes. Het embleem, met adelaar op een bal, werd ontworpen door een supporter. Dhr. G. Tempelman uit Kampen. Vanaf het seizoen 1971/72 tot en met het seizoen 1985/86 was Go Ahead Eagles vijftien jaar lang een stabiele eredivisieclub.

### Degradatie, korte terugkeer en opnieuw degradatie
In het seizoen 1986/87 volgde echter, na een derde positie van onderen, de zestiende plaats, degradatie naar de eerste divisie. Er volgde nog een korte periode Eredivisie van 1992 tot 1996, maar nadien speelde de club in de Eerste divisie. Mede door constant uitstel van de bouw van een nieuw stadion ontstonden grote geldzorgen. Dankzij de hulp van investeerders wist de club te overleven. In ruil voor die hulp kregen de investeerders 80% van de aandelen van de club in handen. De club is zodoende in particuliere handen. 

### Reuzendoder
Hoewel het sinds de degradatie naar de Eerste Divisie sportief gezien steeds minder voor de wind ging, zette Go Ahead Eagles in zowel de beker als in de reguliere competitie een aantal opmerkelijke prestaties neer en blies het de bijnaam "reuzendoder" nieuw leven in. Deze geuzennaam verwierf de club al in de jaren tachtig en begin jaren negentig door in de Eredivisie consequent goede resultaten te boeken tegen substantieel hoger ingeschatte tegenstanders.
Dit bleef ook tijdens het verblijf van de club in de Eerste Divisie van kracht. Zo werd in het seizoen 2002/03 een van de grootste uitslagen neergezet van het Nederlandse betaalde voetbal: Go Ahead Eagles versloeg thuis Cambuur-Leeuwarden met 10-0. In het seizoen 2004/05, waarin de club in de reguliere competitie op de zeventiende plaats eindigde, schakelde de club de eredivisionisten De Graafschap en Roda JC uit in het bekertoernooi. In het seizoen 2005/06 werd kampioen Excelsior tweemaal geklopt, terwijl Go Ahead Eagles slechts als achttiende eindigde. In het seizoen 2006/07 werd tweemaal gewonnen van kampioen De Graafschap.

### Schurkend tegen promotie (2007-2012)
In januari 2007 won de club een periodetitel. Dit gaf recht op deelname aan de play-offs voor promotie, maar die verliep weinig succesvol. De club werd in de eerste ronde uitgeschakeld door BV Veendam. Het seizoen erop werd opnieuw een periodetitel gewonnen. Opnieuw werd de club in de eerste ronde van de play-offs uitgeschakeld, dit keer door ADO Den Haag. De thuiswedstrijd eindigde in 1-1; in de uitwedstrijd ging de club met 3-0 onderuit.
De volgende periodetitel behaalde Go Ahead Eagles in het seizoen 2009/10. In een onderlinge ontmoeting werd SC Cambuur verslagen. Een ronde later was Go Ahead Eagles zeer dicht bij promotie naar de Eredivisie; pas in de verlenging wist Willem II het verschil te maken. In de seizoenen 2010/11 en 2011/12 haalde de club opnieuw de play-offs. Beide keren was FC Den Bosch in de eerste ronde de sterkste. 
Ook in de KNVB Beker viel Go Ahead Eagles op. In 2009/10 bereikte Go Ahead Eagles door winst op onder meer Heracles Almelo en NAC Breda een plaats in de halve finale van de beker. Op eigen veld werd daarin met 6-0 verloren van Ajax. In het seizoen 2011/12 versloegen de Eagles Feyenoord in het bekertoernooi, wat ze in 2014/15 zouden herhalen.

### Promotie naar de Eredivisie (2013)
Op 11 mei 2013 behaalde Go Ahead Eagles onder trainer Erik ten Hag de tweede ronde van de play-offs om promotie naar de Eredivisie na een 3-0 thuiszege tegen FC Dordrecht. Eerder was de uitwedstrijd al in een 3-3 gelijkspel geëindigd. Zowel op 16 als op 19 mei versloeg Go Ahead Eagles VVV-Venlo met respectievelijk 1-0 en 0-3, waardoor de derde en laatste ronde van de play-offs werd bereikt. In de derde ronde wist Go Ahead Eagles de thuiswedstrijd op 23 mei met 3-0 te winnen van FC Volendam. De return op 26 mei werd weliswaar verloren met 1-0, maar het resultaat was voldoende om Go Ahead Eagles als winnaar uit de tweestrijd te laten komen. Daardoor keerde Go Ahead Eagles, na een verblijf van zeventien jaar in de Eerste Divisie, in het seizoen 2013/14 weer terug in de Eredivisie.

### Na een jaar terug op het tweede niveau (2013-2015)
Onder leiding van trainer Foeke Booy leverde de rentree van Go Ahead Eagles in de Eredivisie in het seizoen 2013/14 lijfsbehoud op. Met tien overwinningen en acht gelijke spelen haalde de club 38 punten, wat goed was voor een dertiende plaats in de eindrangschikking. In het seizoen 2014/15 speelde de club op zaterdag 7 maart 2015 tegen PSV zijn duizendste wedstrijd in de eredivisie. Een dag later maakte Booy bekend aan het einde van het seizoen op te zullen stappen. ""Ik heb mijn keuze op gevoel gemaakt. Dat gevoel zei dat ik toe ben aan iets anders en dat gevoel wil ik volgen," aldus Booy. Onder leiding van interim-coach Dennis Demmers eindigde Go Ahead uiteindelijk als nummer voorlaatst in de eredivisie, waarmee de ploeg veroordeeld werd tot het spelen van de play-offs om promotie/degradatie. Daarin verloor de club uit Deventer in het eerste halvefinaleduel met De Graafschap met 1-0 door een late treffer van Ted van de Pavert in Doetinchem. In de return op maandag 25 mei 2015 verloor Go Ahead opnieuw met 0-1. Vincent Vermeij maakte twintig minuten voor tijd het enige doelpunt van de wedstrijd. Het gevolg was dat Go Ahead Eagles, na twee jaar in de Eredivisie, weer degradeerde naar de Eerste divisie.

### Europees voetbal op basis van Fair Play (2015)

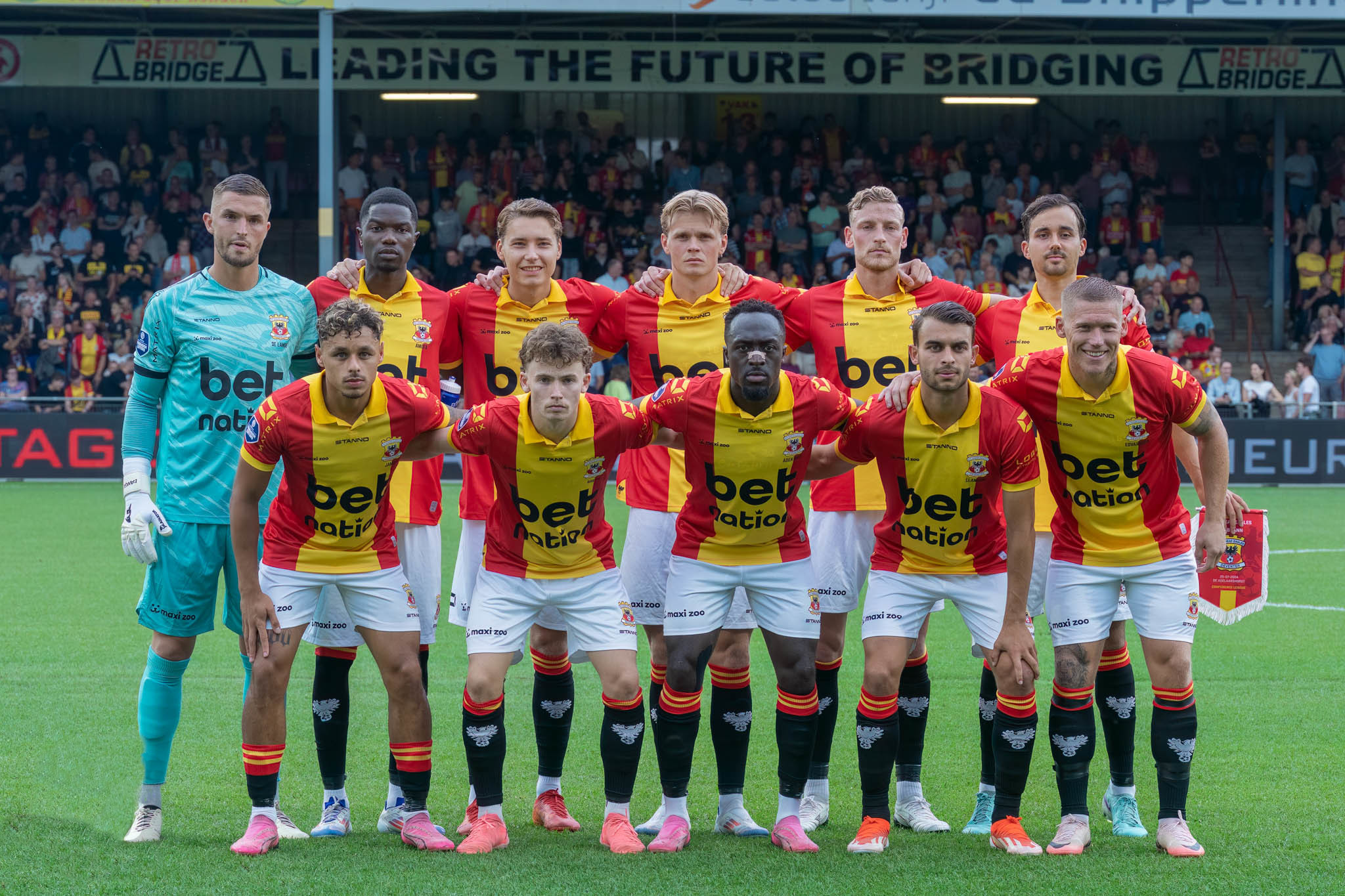
Elftalfoto voor de UEFA Conference leaguewedstrijd tegen SK Brann, juli 2024

Ondanks de degradatie kwam Go Ahead Eagles in het seizoen 2015/16 uit in de UEFA Europa League. De club plaatste zich hiervoor via het UEFA Fair Playklassement, doordat het hoger geplaatste FC Twente het onwaarschijnlijk achtte een Europese licentie van de UEFA te kunnen krijgen vanwege de financiële problemen van de club, of dat het zelfs boetes opgelegd zou krijgen. De thuiswedstrijd werd gespeeld in JENS Vesting (De Oude Meerdijk), het onderkomen van FC Emmen, vanwege een geplande verbouwing van het eigen stadion in Deventer. De eerste wedstrijd speelde Go Ahead Eagles op 2 juli 2015 'thuis' tegen het Hongaarse Ferencvaros. In Emmen werd er voor ogen van ruim 6200 toeschouwers een verdienstelijk 1-1 gelijkspel behaald. Het eerste Europese doelpunt ooit van Go Ahead Eagles werd vlak voor rust gescoord door Bart Vriends. De return op 9 juli werd in Boedapest met 4-1 verloren. Deniz Türüç redde de eer door in blessuretijd te scoren. De wedstrijd in de Groupama Arena werd zonder publiek gespeeld, omdat Ferencvaros door de UEFA was gestraft voor wangedrag van zijn supporters.

### Promotie en opnieuw Eerste Divisie (2015-2020)
Het verblijf in de Eerste divisie duurde ditmaal slechts één jaar voor Go Ahead Eagles. De club eindigde in het seizoen 2015/16 op de vijfde plaats en verdiende daarmee een plaats in de play-offs voor promotie/degradatie. Hierin rekende ze eerst af met VVV-Venlo en versloeg de club vervolgens de nummer zeventien uit de Eredivisie van het voorgaande seizoen, De Graafschap. Het verblijf in de Eredivisie duurde nu ook slechts één seizoen, want in het seizoen 2016/17 eindigde Go Ahead Eagles als laatste in de Eredivisie, en degradeerde opnieuw naar de Eerste divisie. In het seizoen 2018/19 promoveerde Go Ahead Eagles bijna weer naar de Eredivisie, nadat seizoen 2017/18 een dramatisch seizoen was geweest. In de laatste ronde van de Play-Offs werd Go Ahead Eagles uitgeschakeld na veel pech door RKC Waalwijk.

### Promotie naar de Eredivisie (2021)
In seizoen 2020/21 promoveerde Go Ahead Eagles op de slotdag van de Keuken Kampioen Divisie naar de Eredivisie. Daarvoor was het afhankelijk van het resultaat tussen De Graafschap en Helmond Sport. Zelf wonnen de Deventenaren met 0-1 op bezoek bij Excelsior, waarna De Graafschap met 0-0 gelijkspeelde. Hierdoor eindigde Go Ahead Eagles als tweede, won het als eerste het Zilveren Kampioensschild en promoveerde het samen met SC Cambuur naar de Eredivisie. Ook seizoen 2021/22 werd een succesvol en memorabel seizoen voor de Deventer trots in de Eredivisie. De mannen van Kees van Wonderen speelden zich vijf wedstrijden voor het einde veilig met een 13e plaats als eindklassering. Ook haalde de Deventer formatie de halve finale van de KNVB Beker, waarin PSV met 2-1 te sterk was. Andere hoogtepunten waren sensationele wedstrijden tegen Heracles Almelo, Fortuna Sittard en Ajax (Go Ahead haalde als eerste promovendus sinds 1965 vier punten tegen de Amsterdamse club: 0-0 in Amsterdam, 2-1 in Deventer). Onder leiding van de nieuwe hoofdtrainer René Hake werd seizoen 2022/2023 wederom een prima seizoen voor Go Ahead Eagles. Zo werd het hoogste puntenaantal in de Eredivisie bereikt sinds 1986 en bleef de ploeg elf wedstrijden op rij ongeslagen. Er werd tot de laatste speeldag meegestreden om de play-offs voor Europees voetbal, en uiteindelijk eindigden de rood-gelen op de elfde plaats.

### Europees voetbal na play-offs (2024)
In het seizoen 2023/24 wisten de Eagles zich wel te plaatsen voor de Play-offs voor de UEFA Conference League, en wisten deze zelfs te winnen. Hiermee werd deelname aan de tweede voorronde van de UEFA Conference League afgedwongen. Het Europese avontuur duurde echter niet lang. Go Ahead Eagles speelde in de voorronde thuis met 0-0 gelijk tegen het Noorse SK Brann, maar verloor in Bergen met 2–1.

### Kees Vierhouten en nieuwe grootaandeelhouder
In mei 2019 had Alex Kroes 80% van de aandelen overgenomen, waarmee hij oud-voorzitter Hans de Vroome was opgevolgd als grootaandeelhouder. In 2022 besloot hij te stoppen als aandeelhouder, en nam Kees Vierhouten 90% van de aandelen in bezit. Toen Vierhouten, ondernemer en groot fan van Go Ahead Eagles, in 2024 op 51-jarige leeftijd overleed, kwam dat als een grote schok bij de club. Zijn aandelen gingen over naar zijn familie. De overige 10% is in handen van Hans de Vroome.

### KNVB Bekertoernooi (2025)
In het seizoen 2024/25 behaalde de club voor de tweede keer in de geschiedenis de finale van de KNVB Beker, door op 26 februari 2025 PSV in de halve finale in het Philips-stadion te verslaan met 1-2. De enige andere keer dat de club de bekerfinale speelde was 60 jaar eerder. Op maandag 21 april 2025 speelde Go Ahead Eagles in de Kuip de bekerfinale tegen AZ. Na de verlenging was de stand 1-1. Go Ahead Eagles won door de strafschoppenserie met 2-4 te winnen.  Op 23 april werden de spelers, staf en anderen gehuldigd in Deventer. In een open bus maakten ze een tocht van circa vijf kilometer langs de IJssel waarbij ze werden toegejuicht door een veelkoppig publiek.

## Erelijst
| Competitie                             | Aantal | Jaren |
| -------------------------------------- | ------ | --- |
| Nationaal                              |        | |
| Nederlands landskampioenschap          | 4×     | 1916/1917, 1921/1922, 1929/1930, 1932/1933 |
| KNVB Beker                             | 1×     | 2024/2025 |
| Oostelijk kampioenschap                | 16×    | 1915/1916, 1916/1917, 1917/1918, 1918/1919, 1919/1920, 1920/1921, 1921/1922, 1922/1923, 1924/1925, 1928/1929, 1929/1930, 1930/1931, 1932/1933, 1934/1935, 1936/1937, 1947/1948 |
| Tweede divisie B                       | 1×     | 1958/1959 |
| Promotie naar Eredivisie via play-offs | 3×     | 1991/1992, 2012/2013, 2015/2016 |
| Zilveren Kampioensschild               | 1×     | 2020/2021 |

## Clubcultuur

### Clubembleem

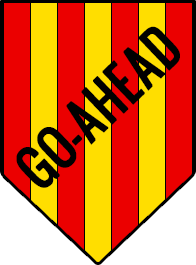
Embleem 1905-1965

Aan het eind van het seizoen 1970/71 tijdens een wedstrijd tegen FC Twente werden er enquêteformulieren uitgedeeld. Hierin werd de toeschouwers gevraagd mee te denken over een nieuwe clubnaam en -tenue. Go-Ahead zou namelijk het volgende seizoen als profclub zelfstandig verdergaan en zich afscheiden van de amateurtak. Een nieuwe clubnaam en -tenue waren daarom noodzakelijk.
Ger Tempelman greep deze mogelijkheid aan om ook een clubembleem te bedenken en stuurde, zonder enige verwachtingen, een schets op. Op dat moment waren de clubnaam en de clubkleuren nog niet bekend. Tempelman hanteerde de naam ‘SV Deventer’ en de clubkleuren rood een geel. Uiteindelijk zal Go Ahead Eagles de nieuwe clubnaam worden en werd gekozen voor een paars (aubergine) tenue.
Tempelman ontwierp een schild met vijf kantelen met daarin een adelaar die een bal vastklemt in zijn klauwen. De Adelaar verwijst naar het stadswapen en heeft zeven veren per vleugel. Dit koos hij bewust, omdat zeven een geluksgetal is. Leuk om te vermelden is trouwens dat de eerste versie door een fout van de drukker acht veren kreeg, iets wat later hersteld is op uitdrukkelijk verzoek van de heer Tempelman. De vijf kantelen werden er uiteindelijk vier, zodat elk kanteel verwijst naar een behaalde landstitel. De bal, ten slotte, staat voor de tegenstander die door de adelaar stevig in zijn greep wordt gehouden.

### Shirtkleuren
Het eerste tenue van Go Ahead was een rood shirt met een brede gele verticale baan, witte broek en zwarte sokken met een rood-geel-rode boord. Later waren er ook meer variaties. Zo waren er rood-geel gestreepte shirts, witte shirts en een geel shirt met een rode V op de borst. In 1971 veranderde Go Ahead Eagles zijn clubkleuren in paars-wit. In 1978 werd dit weer veranderd in Rood-Geel en sindsdien werd dat nooit meer veranderd. Wel wordt het paars-wit regelmatig voor het uittenue gebruikt.

### Supporters

#### Supportersgroepen
Go Ahead Eagles staat bekend om zijn fanatieke aanhang. Begin jaren 80 werd door een groep jonge supporters de B-Side opgericht, deze supporters stonden op de Brinkgreverwegtribune, waar de B naar verwijst. In de jaren 90 verhuisde een deel van de harde kern naar het onoverdekte staan vak Vak-O bij de hoofdtribune, schuin tegenover het uitvak. Eind jaren 90-begin 2000 verhuisde een deel van de harde kern naar Vak-YD op de IJsseltribune, aan de andere kant van het uitvak, doordat de B-Side een steeds jonger publiek kreeg. Een ander deel bleef op Vak-H op de Brinkgreverweg tribune staan. Doordat Vak-YD veel interactie had met het uitvak, liep het regelmatig uit de hand, vooral bij derby's. Bij de verhuizing van het uitvak naar de IJsseltribune, verhuisde de harde kern ook mee en nam plaats op Vak-12 en 13. Het uitvak zat nu geklemd tussen de harde kern op Vak-9 (Brinkgreverwegtribune) en die van Vak-12 en 13 op de IJsseltribune, wat voor een unieke sfeer zorgde. In 2015, na de nieuwbouw van een deel van het stadion, nam de harde kern plaats op Vak-19, naast het uitvak. Dit leverde regelmatig problemen op, maar zorgt ook voor een prachtige sfeer doordat de club op beide tribunes achter de goals fanatieke supporters heeft.
Go Ahead Eagles heeft een van de oudste supportersverenigingen van Nederland. De Supportersvereniging Go Ahead Eagles bestaat sinds 10 mei 1933. De vereniging heeft als doel om de belangen van de supporters te behartigen. Ook beheren zij het supportershome en de horecagelegenheden in het stadion.
Sinds 2004 is er een sfeergroep genaamd ADHD (Active DieHards Deventer); zij verzorgen de spandoeken en overige sfeeracties.
Supporters van “Kowet” en Sporting Portugal en “Kowet” en Luton Town FC bezoeken regelmatig elkaars wedstrijden.

### Rivaliteit
Begin 20ste eeuw was stadsgenoot Koninklijke UD de grootste rivaal. De wedstrijd was een wedstrijd van verschillende klassen: de rijkelui van UD tegen de arbeiders van Go Ahead.
In de jaren 1970 werd FC Twente de aartsrivaal, waarmee men de strijd aanging in de Derby van het Oosten. Deze wedstrijd was de strijd tussen de grootste clubs van Overijssel. Toen de Deventer ploeg in de jaren 90 naar de Eerste Divisie degradeerde en daar lang verbleef, werd de rivaliteit minder. Sinds de promotie van 2012 komen de ploegen elkaar steeds vaker tegen in de competities en daarmee bloeit deze derby langzaam weer op.
Sinds de degradatie in de jaren 90 naar de Eerste Divisie en het verblijf daar, werd de rivaliteit met PEC/FC Zwolle steeds heviger en werd de IJsselderby berucht in Nederland. De derby wordt ondanks zijn relatief recente ontstaan gezien als een van de meest markante van Nederland, zoals beschreven in het boek De Derby van Menno Pot. Hij ziet de IJsselderby als de meest grimmige en opgefokte derby die hij heeft bezocht.
Behalve de derby's met FC Twente en PEC Zwolle heeft Go Ahead Eagles in het verleden een aantal andere rivalen gekend. Bij onder andere de duels met Vitesse, AGOVV Apeldoorn (Stedendriehoekderby) en Heracles Almelo heersten in het verleden enige spanningen.
Ook heeft de club sinds begin 21ste eeuw een rivaliteit met De Graafschap, die door incidenten rondom nacompetitiewedstrijden steeds heviger is geworden.

## Stadion

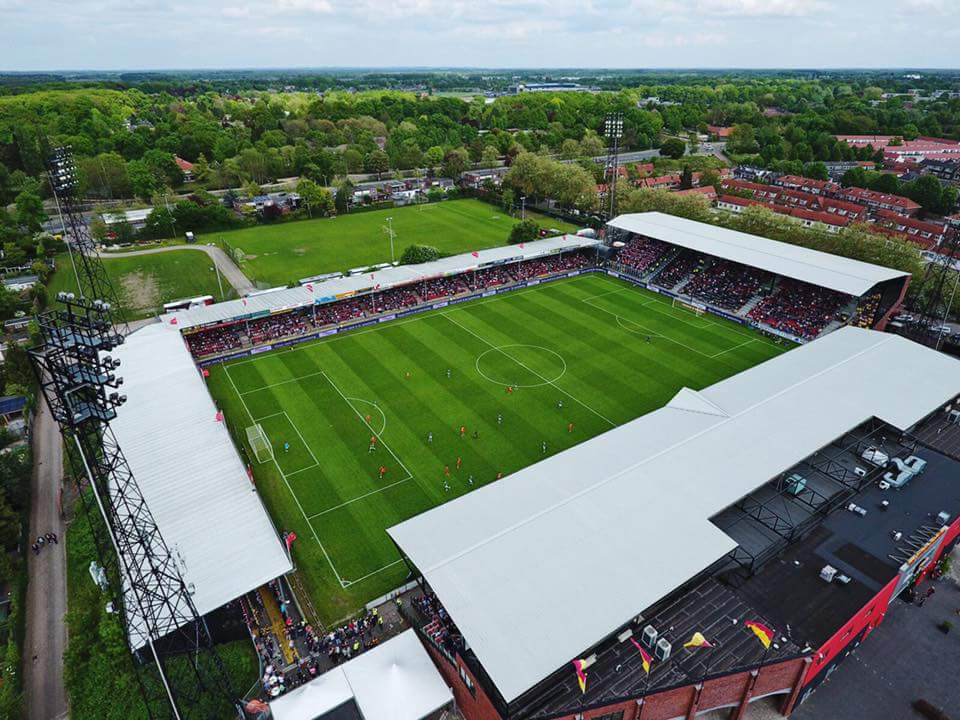
Stadion De Adelaarshorst in 2018

Go Ahead speelde na haar oprichting eerst op de velden van UD, een andere Deventer voetbalclub. Vanaf 1906 speelt Go Ahead enkele seizoenen in Diepenveen, op een terrein in de omgeving van het gebied dat bekend staat als 'De Halve Maan'. Later speelde Go Ahead op wat 'De Zes Veldjes' werden genoemd, een aantal sportvelden ten noorden van de spoorbrug in de uiterwaarden aan de 'overzijde' (dus ten westen) van de IJssel (dit gebied maakt nu deel uit van het natuurgebied de 'Ossenwaard'). Sinds 2 mei 1920 speelt Go Ahead in het eigen stadion De Adelaarshorst, waar Go Ahead Eagles nog altijd speelt.
Op 1 mei 2020 vierde Go Ahead zijn 100ste jaar in de Adelaarshorst tijdens de wedstrijd tegen Top Oss.
Go Ahead Eagles heeft plannen om het stadion te verbouwen. De capaciteit wordt verhoogd met 3000 plaatsen waarna de Adelaarshorst 13.000 mensen zou kunnen huisvesten. In november 2024 is de vergunning voor het verbouwen verleend door de gemeente Deventer. De verbouwing zou in de zomer 2026 klaar moeten zijn.

## Sponsoren

### Kledingsponsoren
Het Franse Le Coq Sportif was in het seizoen 1971/72 de eerste kledingsponsor van de club, en werd opgevolgd door Adidas in het seizoen 1974/75. Sinds 1978 werd er in Erima gespeeld tot 1983 toen men weer over ging op Adidas. Sinds het seizoen 1988/89 speelde Go Ahead Eagles in het Deense merk Hummel, een lange en unieke samenwerking die in het seizoen 2018-2019 zijn 30e verjaardag vierde. Ter gelegenheid van dit jubileum konden supporters hun favoriete shirts uit de geschiedenis van Hummel en Go Ahead Eagles kiezen. Het thuisshirt shirt van 1989/90 was het meest populaire en was dat seizoen het thuisshirt van de club. De uitshirts van 1991 tot en met 1993 en 1994 tot en met 1996 werden verkozen als meest favoriete uitshirt en dienden dat seizoen als uitshirts. Op 15 juni 2020 maakte Stanno samen met Go Ahead Eagles bekend, met ingang van het nieuwe seizoen, de nieuwe kledingsponsor van de Deventer club te zullen zijn. Hiermee komt na 32 jaar een einde aan een unieke samenwerking, de langste in Nederland en een van de langste in Europa.

### Hoofdsponsoren
In 1982 werd Piet Zoomers Kleding, uit het naburige Wilp, de eerste hoofdsponsor van Go Ahead Eagles. In 1986 nam Beaphar uit Raalte het voor een seizoen over, waarna in 1987 PZ Kleding nog voor één seizoen hoofdsponsor was van de club uit Deventer. Vanaf seizoen 1988/89 prijkte het stofzuigermerk FAM, het bedrijf van Gé Voortman die in 1991 ook voorzitter werd van de club. 2 andere bedrijven van hem, Mors en Palm Beach zijn vervolgens ook hoofdsponsor geweest. Sinds het seizoen 2017/18 is het Sauna en Wellness Resort en Hotel Thermen Bussloo de hoofdsponsor van Go Ahead Eagles en prijkt op de thuisshirts, de dependances Thermen Soesterberg en Thermen Berendonck staan op de uitshirts. Vanwege de financiële gevolgen van het coronavirus zag Thermen Bussloo zich genoodzaakt te stoppen als hoofdsponsor met ingang van het nieuwe seizoen. Het bedrijf werd opgevolgd door dierenspeciaalzaak Jumper, die de sprong maakte van rugsponsor naar hoofdsponsor.
| Overzicht sponsoren 1971-heden | Overzicht sponsoren 1971-heden | Overzicht sponsoren 1971-heden                                     | Overzicht sponsoren 1971-heden                                                       |
| Seizoen                        | Kledingsponsor                 | Hoofdsponsor                                                       | Subsponsor                                                                           |
| ------------------------------ | ------------------------------ | ------------------------------------------------------------------ | ------------------------------------------------------------------------------------ |
| 1971-1974                      | Le Coq Sportif                 |                                                                    |                                                                                      |
| 1974-1975                      | Le Coq Sportif/Adidas          |                                                                    |                                                                                      |
| 1975-1978                      | Adidas                         |                                                                    |                                                                                      |
| 1978-1979                      | Adidas/Erima                   |                                                                    |                                                                                      |
| 1979-1980                      | Adidas                         |                                                                    |                                                                                      |
| 1980-1982                      | Erima                          |                                                                    |                                                                                      |
| 1982-1983                      | Erima/Adidas                   | PZ Kleding                                                         |                                                                                      |
| 1983-1986                      | Adidas                         | PZ Kleding                                                         |                                                                                      |
| 1986-1987                      | Adidas                         | Beaphar                                                            |                                                                                      |
| 1987-1988                      | Adidas                         | PZ Kleding                                                         |                                                                                      |
| 1988-1990                      | Hummel                         | FAM                                                                |                                                                                      |
| 1990-1993                      | Hummel                         | Mors                                                               |                                                                                      |
| 1993-1994                      | Hummel                         | Mors/Palm Beach                                                    |                                                                                      |
| 1994-1996                      | Hummel                         | Auping                                                             | OAD                                                                                  |
| 1996-1997                      | Hummel                         | van Gils Woonpromenade                                             | OAD/Castel                                                                           |
| 1997-1999                      | Hummel                         | van Gils Woonpromenade                                             | OAD                                                                                  |
| 1999-2001                      | Hummel                         | Morres Wonen                                                       | OAD                                                                                  |
| 2001-2002                      | Hummel                         | Acadium Bastion                                                    | Voith                                                                                |
| 2002-2004                      | Hummel                         | Acadium Bastion                                                    | Bieze/DJM                                                                            |
| 2004-2005                      | Hummel                         | Acadium Bastion                                                    |                                                                                      |
| 2005-2006                      | Hummel                         | Beaphar                                                            | Voith                                                                                |
| 2006-2008                      | Hummel                         | Beaphar                                                            | De Combi                                                                             |
| 2008-2011                      | Hummel                         | Verzuim Reductie                                                   | De Combi                                                                             |
| 2011-2012                      | Hummel                         | Verzuim Reductie                                                   | stadionwonen.nl                                                                      |
| 2012-2013                      | Hummel                         | Euphony                                                            | Lodewijk Assurantiën                                                                 |
| 2013-2014                      | Hummel                         | Vinden.nl                                                          | Drogisterij.nl                                                                       |
| 2014-2017                      | Hummel                         | Drukwerkdeal                                                       | Hartholt Olie                                                                        |
| 2017-2020                      | Hummel                         | Thermen Bussloo                                                    | Hartholt Olie                                                                        |
| 2020-2022                      | Stanno                         | Jumper                                                             | Vierhouten Groep, Hartholt Olie, Henk van Tongeren B.V., Pouw                        |
| 2022-2023                      | Stanno                         | Jumper                                                             | Vierhouten Groep, Hartholt Olie, ContrAll, DGS Processing Solutions, iClean Car Wash |
| 2023-2024                      | Stanno                         | betnation                                                          | Vierhouten Groep, LoooX Bathrooms, ContrAll, ValidSign, DGS Processing Solutions     |
| 2024-2025                      | Stanno                         | betnation                                                          | Maxi Zoo, LoooX Bathrooms, Matrix Fitness, ValidSign, Salland Zorgverzekering        |
| 2025-2026                      | Stanno                         | Retro Bridge (Eredivisie en KNVB Beker) (One Click Steel) Europees | Maxi Zoo, LoooX Bathrooms, Matrix Fitness, ValidSign, Salland Zorgverzekering        |

## Organisatie
| Naam                             | Nationaliteit | Functie             | Sinds |
| -------------------------------- | ------------- | ------------------- | ----- |
| Aandeelhouders                   |               |                     |       |
| Nabestaanden van Kees Vierhouten | Nederland     | Aandeelhouder (90%) | 2024  |
| Hans de Vroome                   | Nederland     | Aandeelhouder (10%) | 2019  |
| Directie                         |               |                     |       |
| Jan Willem van Dop               | Nederland     | Algemeen Directeur  | 2018  |
| Marc van Hintum                  | Nederland     | Technisch Manager   | 2025  |
| Stichtingsbestuur                |               |                     |       |
| Joop Boeyen                      | Nederland     |                     | 2013  |
| Jeroen Prinsen                   | Nederland     |                     | 2018  |
| Edwin de Witte                   | Nederland     |                     | 2018  |

Laatste update: 13 juni 2025

## Eerste elftal

### Selectie
Bijgewerkt t/m 5 augustus 2025
| Nr.           | Nat.                | Naam                  | Contract | Vorige club              |
| ------------- | ------------------- | --------------------- | -------- | ------------------------ |
| Keepers       |                     |                       |          |                          |
| 1             | Vlag van Duitsland  | Luca Plogmann         | 2026     | Werder Bremen            |
| 22            | Vlag van België     | Jari De Busser        | 2027     | Lommel SK                |
| 30            | Vlag van Nederland  | Sven Jansen           | 2026     | Eigen jeugd              |
| 33            | Vlag van Nederland  | Nando Verdoni         | 2026     | Eigen jeugd              |
| Verdedigers   |                     |                       |          |                          |
| 2             | Vlag van Nederland  | Mats Deijl            | 2027     | FC Den Bosch             |
| 3             | Vlag van Duitsland  | Gerrit Nauber         | 2026     | SV Sandhausen            |
| 4             | Vlag van Nederland  | Joris Kramer          | 2028     | N.E.C.                   |
| 5             | Vlag van Nederland  | Dean James            | 2028     | FC Volendam              |
| 24            | Vlag van Nederland  | Luca Everink          | 2026     | FC Twente                |
| 26            | Vlag van Nederland  | Julius Dirksen        | 2027     | FC Emmen                 |
| 28            | Vlag van Nederland  | Pim Saathof           | 2027     | Kongsvinger IL huur      |
| 29            | Vlag van Denemarken | Aske Adelgaard        | 2028     | Odense BK                |
| Middenvelders |                     |                       |          |                          |
| 6             | Vlag van Nederland  | Calvin Twigt          | 2028     | FC Volendam              |
| 7             | Vlag van Denemarken | Jakob Breum           | 2027     | Odense BK                |
| 8             | Vlag van Nederland  | Evert Linthorst       | 2028     | Al-Ittihad Kalba SC      |
| 10            | Vlag van Denemarken | Søren Tengstedt       | 2027     | Silkeborg IF             |
| 15            | Vlag van Nederland  | Robbin Weijenberg     | 2027     | Eigen jeugd              |
| 17            | Vlag van België     | Mathis Suray          | 2027     | FC Dordrecht             |
| 20            | Vlag van België     | Xander Blomme         | 2026     | Excelsior Rotterdam huur |
| 21            | Vlag van Nederland  | Melle Meulensteen     | 2029     | Sampdoria                |
| 34            | Vlag van Nederland  | Yassir Salah Rahmouni | 2028     | De Graafschap            |
| Aanvallers    |                     |                       |          |                          |
| 9             | Vlag van Nederland  | Milan Smit            | 2028     | SC Cambuur               |
| 11            | Vlag van Noorwegen  | Oskar Sivertsen       | 2028     | Kristiansund BK          |
| 14            | Vlag van Zweden     | Oscar Pettersson      | 2028     | IFK Göteborg             |
| 16            | Vlag van Zweden     | Victor Edvardsen      | 2028     | Djurgårdens IF           |
| 18            | Vlag van Suriname   | Richonell Margaret    | 2029     | RKC Waalwijk             |
| 23            | Vlag van België     | Thibo Baeten          | 2026     | Roda JC Kerkrade huur    |
| 27            | Vlag van Nederland  | Finn Stokkers         | 2026     | RKC Waalwijk             |
| 32            | Vlag van Ghana      | Ofosu Boakye          | 2026     | Eigen jeugd              |

* Het rugnummer 12 werd niet uitgereikt omdat de fans van de club “de 12e man” zijn.

### Staf
Bijgewerkt t/m 26 juli 2025
| Nat.               | Naam                    | Functie                   | Sinds | Contract |
| ------------------ | ----------------------- | ------------------------- | ----- | -------- |
| Technische staf    |                         |                           |       |          |
| Vlag van Nederland | Melvin Boel             | hoofdtrainer              | 2025  | 2028     |
| Vlag van Nederland | Dennis van der Ree      | assistent-trainer         | 2023  | 2027     |
| Vlag van Nederland | Frank Berghuis          | assistent-trainer         | 2022  | 2027     |
| Vlag van Nederland | Rick Adjei              | assistent-trainer         | 2025  |          |
| Vlag van Nederland | Eric Weghorst           | keeperstrainer            | 2022  | 2027     |
| Performance staf   |                         |                           |       |          |
| Vlag van Nederland | Thierry Bettonviel      | fysiektrainer             | 2023  |          |
| Vlag van Nederland | Jimmy Barnhoorn         | video-analist             | 2022  | 2027     |
| Vlag van Nederland | Alfie Myles             | performance staf          | 2024  |          |
| Medische staf      |                         |                           |       |          |
| Vlag van Nederland | Max Jansen              | fysiotherapeut            | 2022  |          |
| Vlag van Nederland | Frank Nab               | fysiotherapeut            | 2019  |          |
| Overige staf       |                         |                           |       |          |
| Vlag van Nederland | Eric Whittie            | hoofd-jeugdopleiding      | 2019  |          |
| Vlag van Nederland | Jeroen Veldmate         | connection coach          | 2025  |          |
| Vlag van Nederland | Alfred Knippenberg      | teammanager               | 2017  |          |
| Vlag van Nederland | Foeke Komans            | teammanager               | 2024  |          |
| Vlag van Nederland | Adrie Steenbergen       | secretaris wedstrijdzaken | 1975  |          |
| Vlag van Nederland | Michel Boerebach        | scout                     | 2018  |          |
| Vlag van Nederland | Jules Reimerink         | scout                     | 2019  |          |
| Vlag van Nederland | Carla Whittie-Bruggeman | materiaalverzorgster      | 1998  |          |

## Overzichtslijsten

### Eindklasseringen
- 1906 5e
Tweede klasse Oost C
- 1907 4e
Tweede klasse Oost C
- 1908 6e
Tweede klasse Oost A
- 1909 2e
Tweede klasse Oost B
- 1910 1e
Tweede klasse Oost C
- 1911 2e
Tweede klasse Oost A
- 1912 5e
Eerste klasse Oost
- 1913 6e
Eerste klasse Oost
- 1914 5e
Eerste klasse Oost
- 1915 2e
Eerste klasse Oost
- 1916 1e
Eerste klasse Oost
- 1917 1e
Eerste klasse Oost
- 1918 1e
Eerste klasse Oost
- 1919 1e
Eerste klasse Oost
- 1920 1e
Eerste klasse Oost
- 1921 1e
Eerste klasse Oost
- 1922 1e
Eerste klasse Oost
- 1923 1e
Eerste klasse Oost
- 1924 2e
Eerste klasse Oost
- 1925 1e
Eerste klasse Oost
- 1926 1e
Eerste klasse Oost
- 1927 6e
Eerste klasse Oost
- 1928 8e
Eerste klasse Oost
- 1929 1e
Eerste klasse Oost
- 1930 1e
Eerste klasse Oost
- 1931 1e
Eerste klasse Oost
- 1932 2e
Eerste klasse Oost
- 1933 1e
Eerste klasse Oost
- 1934 2e
Eerste klasse Oost
- 1935 1e
Eerste klasse Oost
- 1936 2e
Eerste klasse Oost
- 1937 1e
Eerste klasse Oost
- 1938 2e
Eerste klasse Oost
- 1939 5e
Eerste klasse Oost
- 1940 5e
Eerste klasse Oost
- 1941 10e
Eerste klasse Oost
- 1942 1e
Tweede klasse Oost B
- 1943 3e
Eerste klasse Oost
- 1944 2e
Eerste klasse Oost
- 1945
- 1946 2e
Eerste klasse Oost
- 1947 2e
Eerste klasse Oost
- 1948 1e
Eerste klasse Oost
- 1949 9e
Eerste klasse Oost
- 1950 9e
Eerste klasse Oost
- 1951 3e
Eerste klasse A
- 1952 12e
Eerste klasse A
- 1953 13e
Eerste klasse B
- 1954 3e
Eerste klasse B
- 1955 14e
Eerste klasse (prof) A
- 1956 10e
Eerste klasse (prof) A
- 1957 13e
Tweede divisie A
- 1958 3e
Tweede divisie B
- 1959 1e
Tweede divisie B
- 1960 10e
Eerste divisie B
- 1961 15e
Eerste divisie B
- 1962 4e
Eerste divisie A
- 1963 2e
Eerste divisie
- 1964 12e
Eredivisie
- 1965 11e
Eredivisie
- 1966 5e
Eredivisie
- 1967 5e
Eredivisie
- 1968 3e
Eredivisie
- 1969 4e
Eredivisie
- 1970 7e
Eredivisie
- 1971 7e
Eredivisie
- 1972 9e
Eredivisie
- 1973 14e
Eredivisie
- 1974 10e
Eredivisie
- 1975 12e
Eredivisie
- 1976 13e
Eredivisie
- 1977 11e
Eredivisie
- 1978 16e
Eredivisie
- 1979 9e
Eredivisie
- 1980 12e
Eredivisie
- 1981 12e
Eredivisie
- 1982 10e
Eredivisie
- 1983 12e
Eredivisie
- 1984 11e
Eredivisie
- 1985 15e
Eredivisie
- 1986 10e
Eredivisie
- 1987 16e
Eredivisie
- 1988 11e
Eerste divisie
- 1989 10e
Eerste divisie
- 1990 9e
Eerste divisie
- 1991 7e
Eerste divisie
- 1992 11e
Eerste divisie
- 1993 15e
Eredivisie
- 1994 12e
Eredivisie
- 1995 17e
Eredivisie
- 1996 18e
Eredivisie
- 1997 6e
Eerste divisie
- 1998 9e
Eerste divisie
- 1999 7e
Eerste divisie
- 2000 14e
Eerste divisie
- 2001 6e
Eerste divisie
- 2002 16e
Eerste divisie
- 2003 7e
Eerste divisie
- 2004 9e
Eerste divisie
- 2005 17e
Eerste divisie
- 2006 18e
Eerste divisie
- 2007 7e
Eerste divisie
- 2008 10e
Eerste divisie
- 2009 7e
Eerste divisie
- 2010 5e
Eerste divisie
- 2011 7e
Eerste divisie
- 2012 9e
Eerste divisie
- 2013 6e
Eerste divisie
- 2014 13e
Eredivisie
- 2015 17e
Eredivisie
- 2016 5e
Eerste divisie
- 2017 18e
Eredivisie
- 2018 17e
Eerste divisie
- 2019 5e
Eerste divisie
- 2020 6e
Eerste divisie
- 2021 2e
Eerste divisie
- 2022 13e
Eredivisie
- 2023 11e
Eredivisie
- 2024 9e
Eredivisie
- 2025 7e
Eredivisie

In elke staaf van de grafiek staat van boven naar beneden vermeld: 
- Eindnotering

Dit is de positie die de club heeft bereikt in de competitie, zonder eventuele beslissings-, play-off- of nacompetitiewedstrijden die nodig zijn geweest om bijvoorbeeld de kampioen van de competitie te bepalen.
Indien een * achter het getal staat is de notering een tussenstand en kan het zijn dat de notering niet overeenkomt met de uiteindelijke eindstand van de competitie.
Staat er een - dan is het seizoen nog bezig en is er geen definitieve uitslag bekend.
Staat er xx op de positie van de notering, dan heeft de club vroegtijdig de competitie verlaten. Dit kan onder andere komen door terugtrekking van het team, faillissement van de club of door een uitgedeelde straf van de KNVB. In veel gevallen staat elders in het artikel de reden vermeld.
Staat er een ? dan is het resultaat uit het verleden onbekend, en is alleen de competitie of het niveau bekend van dat seizoen.
In de seizoenen 2019/20 en 2020/21 werd wegens de coronacrisis het amateurvoetbal afgebroken. Daardoor kennen deze staven geen eindklassering (middels -- weergegeven).
- Competitieniveau en afdelingsletter of Officiële eindstand Eredivisie
  - Competitieniveau en afdelingsletter

Hierbij geeft het getal het niveau weer, dat ook terug te vinden is in de legenda. De letter is de afdelingsaanduiding en wordt gebruikt wanneer er meer afdelingen zijn op hetzelfde niveau. De afdelingsletter is altijd een hoofdletter en wordt meestal zonder nummer gebruikt.
Voorbeeld: 2F is niveau 2e klasse competitie F.
Het competitieniveau en nummer wordt niet vermeld wanneer er slechts één competitie van dit niveau was.
  - Officiële eindstand Eredivisie (getal staat tussen haakjes vermeld)

Sinds de introductie van play-offwedstrijden voor Europees voetbal na afloop van de reguliere competitie in 2005/06, is de KNVB verplicht een eindstand van de Eredivisie door te geven aan de UEFA aan de hand van deze play-offwedstrijden.
Bij deze eindstand staan clubs die zich hebben gekwalificeerd voor Europees voetbal hoger dan clubs die zich niet wisten te kwalificeren. Indien er geen verschil was tussen de eindnotering en de officiële eindstand, staat dit getal niet vermeld.

- Onderafdeling

Hier staat afgekort de naam van de onderafdeling indien de club in dat jaar in een onderafdeling uitkwam. Tevens staat deze afkorting in de legenda en wordt gelinkt naar het artikel over deze onderafdeling. Deze afkorting wordt alleen vermeld wanneer de club in het verleden in verschillende onderafdelingen heeft gespeeld. Deze vermelding is in de staaf altijd in kleine letters. Deze onderafdelingen zijn na het seizoen 1995/96 afgeschaft. Heeft de club in slechts één onderafdeling gespeeld, dan is dit alleen terug te vinden in de legenda.
Onder de staaf staat het jaartal vermeld waarin het seizoen is afgesloten. 15 verwijst naar het seizoen 2014/15 of eventueel het seizoen 1914/15.
Wanneer een staaf leeg is, zijn deze gegevens niet bekend. Het kan ook zijn dat de club dat seizoen niet heeft meegespeeld op het hogere amateurniveau, vroegtijdig de competitie heeft verlaten of uit de competitie is gezet.

In het seizoen 1944/45 was er wegens de Tweede Wereldoorlog geen regulier competitievoetbal.
- Eredivisie
- Eerste divisie
- Eerste klasse (prof)
- Tweede divisie
- Eerste klasse
- Tweede klasse

- 1954 – 1972: Go Ahead
- 1972 – heden: Go Ahead Eagles

### Seizoensoverzichten
| Resultaten van Go Ahead Eagles sinds de toetreding in het betaald voetbal in 1954 | Resultaten van Go Ahead Eagles sinds de toetreding in het betaald voetbal in 1954 | Resultaten van Go Ahead Eagles sinds de toetreding in het betaald voetbal in 1954 | Resultaten van Go Ahead Eagles sinds de toetreding in het betaald voetbal in 1954 | Resultaten van Go Ahead Eagles sinds de toetreding in het betaald voetbal in 1954 | Resultaten van Go Ahead Eagles sinds de toetreding in het betaald voetbal in 1954 | Resultaten van Go Ahead Eagles sinds de toetreding in het betaald voetbal in 1954 | Resultaten van Go Ahead Eagles sinds de toetreding in het betaald voetbal in 1954 | Resultaten van Go Ahead Eagles sinds de toetreding in het betaald voetbal in 1954 | Resultaten van Go Ahead Eagles sinds de toetreding in het betaald voetbal in 1954 | Resultaten van Go Ahead Eagles sinds de toetreding in het betaald voetbal in 1954 | Resultaten van Go Ahead Eagles sinds de toetreding in het betaald voetbal in 1954 | Resultaten van Go Ahead Eagles sinds de toetreding in het betaald voetbal in 1954                                                                      | Resultaten van Go Ahead Eagles sinds de toetreding in het betaald voetbal in 1954 |
| Seizoen                                                                           | Competitie                                                                        | Competitie                                                                        | Competitie                                                                        | Competitie                                                                        | Competitie                                                                        | Competitie                                                                        | Competitie                                                                        | Competitie                                                                        | Competitie                                                                        | Kwalificatie                                                                      | KNVB Beker                                                                        | Bijzonderheid |                                                                                   |
| Seizoen                                                                           | Divisie                                                                           | GW                                                                                | W                                                                                 | G                                                                                 | V                                                                                 | PNT                                                                               | DV                                                                                | DT                                                                                | POS                                                                               | Kwalificatie                                                                      | KNVB Beker                                                                        | Bijzonderheid |                                                                                   |
| --------------------------------------------------------------------------------- | --------------------------------------------------------------------------------- | --------------------------------------------------------------------------------- | --------------------------------------------------------------------------------- | --------------------------------------------------------------------------------- | --------------------------------------------------------------------------------- | --------------------------------------------------------------------------------- | --------------------------------------------------------------------------------- | --------------------------------------------------------------------------------- | --------------------------------------------------------------------------------- | --------------------------------------------------------------------------------- | --------------------------------------------------------------------------------- | --- | --------------------------------------------------------------------------------- |
| 1954/55                                                                           | Eerste klasse B                                                                   | 9                                                                                 | 2                                                                                 | 5                                                                                 | 2                                                                                 | 9                                                                                 | 18                                                                                | 16                                                                                | 7e                                                                                | –                                                                                 | Geen bekertoernooi                                                                | Go Ahead treedt toe tot het betaald voetbal De competitie werd na de fusie van de KNVB en de NBVB niet afgemaakt. Alle teams werden opnieuw ingedeeld. |                                                                                   |
| 1954/55                                                                           | Eerste klasse A                                                                   | 26                                                                                | 3                                                                                 | 7                                                                                 | 16                                                                                | 13                                                                                | 27                                                                                | 53                                                                                | 14e                                                                               | Eerste klasse                                                                     | Geen bekertoernooi                                                                | Go Ahead treedt toe tot het betaald voetbal De competitie werd na de fusie van de KNVB en de NBVB niet afgemaakt. Alle teams werden opnieuw ingedeeld. |                                                                                   |
| 1955/56                                                                           | Eerste klasse A                                                                   | 28                                                                                | 8                                                                                 | 7                                                                                 | 11                                                                                | 23                                                                                | 45                                                                                | 50                                                                                | 10e                                                                               | Tweede divisie                                                                    | Geen bekertoernooi                                                                | – |                                                                                   |
| 1956/57                                                                           | Tweede divisie A                                                                  | 28                                                                                | 8                                                                                 | 5                                                                                 | 15                                                                                | 21                                                                                | 50                                                                                | 59                                                                                | 13e                                                                               | –                                                                                 | 1e ronde                                                                          | – |                                                                                   |
| 1957/58                                                                           | Tweede divisie B                                                                  | 28                                                                                | 16                                                                                | 9                                                                                 | 3                                                                                 | 41                                                                                | 74                                                                                | 36                                                                                | 3e                                                                                | –                                                                                 | Geen deelname                                                                     | – |                                                                                   |
| 1958/59                                                                           | Tweede divisie B                                                                  | 26                                                                                | 18                                                                                | 6                                                                                 | 2                                                                                 | 42                                                                                | 56                                                                                | 18                                                                                | 1e                                                                                | Rechtstreekse promotie                                                            | Geen deelname                                                                     | – |                                                                                   |
| 1959/60                                                                           | Eerste divisie B                                                                  | 32                                                                                | 13                                                                                | 6                                                                                 | 13                                                                                | 32                                                                                | 62                                                                                | 62                                                                                | 10e                                                                               | –                                                                                 | Geen bekertoernooi                                                                | – |                                                                                   |
| 1960/61                                                                           | Eerste divisie B                                                                  | 34                                                                                | 8                                                                                 | 10                                                                                | 16                                                                                | 26                                                                                | 51                                                                                | 80                                                                                | 15e                                                                               | –                                                                                 | Groepsfase                                                                        | – |                                                                                   |
| 1961/62                                                                           | Eerste divisie A                                                                  | 34                                                                                | 14                                                                                | 14                                                                                | 6                                                                                 | 42                                                                                | 53                                                                                | 32                                                                                | 4e                                                                                | –                                                                                 | 2e ronde                                                                          | – |                                                                                   |
| 1962/63                                                                           | Eerste divisie                                                                    | 30                                                                                | 17                                                                                | 7                                                                                 | 6                                                                                 | 41                                                                                | 69                                                                                | 36                                                                                | 2e                                                                                | Rechtstreekse promotie                                                            | 3e ronde                                                                          | – |                                                                                   |
| 1963/64                                                                           | Eredivisie                                                                        | 30                                                                                | 7                                                                                 | 10                                                                                | 13                                                                                | 24                                                                                | 42                                                                                | 62                                                                                | 12e                                                                               | –                                                                                 | 2e ronde                                                                          | – |                                                                                   |
| 1964/65                                                                           | Eredivisie                                                                        | 30                                                                                | 8                                                                                 | 11                                                                                | 11                                                                                | 27                                                                                | 36                                                                                | 36                                                                                | 11e                                                                               | Europacup II                                                                      | Finalist                                                                          | – |                                                                                   |
| 1965/66                                                                           | Eredivisie                                                                        | 30                                                                                | 14                                                                                | 8                                                                                 | 8                                                                                 | 36                                                                                | 49                                                                                | 33                                                                                | 5e                                                                                | International Football Cup                                                        | Halve finale                                                                      | – |                                                                                   |
| 1966/67                                                                           | Eredivisie                                                                        | 34                                                                                | 17                                                                                | 6                                                                                 | 11                                                                                | 40                                                                                | 57                                                                                | 37                                                                                | 5e                                                                                | Intertoto Cup                                                                     | Halve finale                                                                      | – |                                                                                   |
| 1967/68                                                                           | Eredivisie                                                                        | 34                                                                                | 17                                                                                | 8                                                                                 | 9                                                                                 | 42                                                                                | 65                                                                                | 41                                                                                | 3e                                                                                | –                                                                                 | Halve finale                                                                      | – |                                                                                   |
| 1968/69                                                                           | Eredivisie                                                                        | 34                                                                                | 19                                                                                | 7                                                                                 | 8                                                                                 | 45                                                                                | 63                                                                                | 34                                                                                | 4e                                                                                | Intertoto Cup                                                                     | 2e ronde                                                                          | – |                                                                                   |
| 1969/70                                                                           | Eredivisie                                                                        | 34                                                                                | 11                                                                                | 13                                                                                | 10                                                                                | 35                                                                                | 40                                                                                | 42                                                                                | 7e                                                                                | –                                                                                 | 3e ronde                                                                          | – |                                                                                   |
| 1970/71                                                                           | Eredivisie                                                                        | 34                                                                                | 15                                                                                | 8                                                                                 | 11                                                                                | 38                                                                                | 49                                                                                | 43                                                                                | 7e                                                                                | –                                                                                 | 2e ronde                                                                          | – |                                                                                   |
| 1971/72                                                                           | Eredivisie                                                                        | 34                                                                                | 13                                                                                | 8                                                                                 | 13                                                                                | 34                                                                                | 48                                                                                | 49                                                                                | 9e                                                                                | –                                                                                 | 2e ronde                                                                          | Naamsverandering naar Go Ahead Eagles |                                                                                   |
| 1972/73                                                                           | Eredivisie                                                                        | 34                                                                                | 8                                                                                 | 9                                                                                 | 17                                                                                | 25                                                                                | 31                                                                                | 52                                                                                | 14e                                                                               | –                                                                                 | 2e ronde                                                                          | – |                                                                                   |
| 1973/74                                                                           | Eredivisie                                                                        | 34                                                                                | 11                                                                                | 10                                                                                | 13                                                                                | 32                                                                                | 44                                                                                | 58                                                                                | 10e                                                                               | –                                                                                 | 2e ronde                                                                          | – |                                                                                   |
| 1974/75                                                                           | Eredivisie                                                                        | 34                                                                                | 9                                                                                 | 10                                                                                | 15                                                                                | 28                                                                                | 40                                                                                | 55                                                                                | 12e                                                                               | –                                                                                 | 2e ronde                                                                          | – |                                                                                   |
| 1975/76                                                                           | Eredivisie                                                                        | 34                                                                                | 6                                                                                 | 15                                                                                | 13                                                                                | 27                                                                                | 43                                                                                | 58                                                                                | 13e                                                                               | –                                                                                 | 3e ronde                                                                          | – |                                                                                   |
| 1976/77                                                                           | Eredivisie                                                                        | 34                                                                                | 10                                                                                | 11                                                                                | 13                                                                                | 31                                                                                | 43                                                                                | 63                                                                                | 11e                                                                               | –                                                                                 | 2e ronde                                                                          | – |                                                                                   |
| 1977/78                                                                           | Eredivisie                                                                        | 34                                                                                | 11                                                                                | 5                                                                                 | 18                                                                                | 27                                                                                | 49                                                                                | 53                                                                                | 16e                                                                               | –                                                                                 | 3e ronde                                                                          | – |                                                                                   |
| 1978/79                                                                           | Eredivisie                                                                        | 34                                                                                | 11                                                                                | 9                                                                                 | 14                                                                                | 31                                                                                | 48                                                                                | 48                                                                                | 9e                                                                                | –                                                                                 | 2e ronde                                                                          | – |                                                                                   |
| 1979/80                                                                           | Eredivisie                                                                        | 34                                                                                | 12                                                                                | 6                                                                                 | 16                                                                                | 30                                                                                | 51                                                                                | 52                                                                                | 12e                                                                               | –                                                                                 | 3e ronde                                                                          | – |                                                                                   |
| 1980/81                                                                           | Eredivisie                                                                        | 34                                                                                | 10                                                                                | 8                                                                                 | 16                                                                                | 28                                                                                | 63                                                                                | 75                                                                                | 12e                                                                               | –                                                                                 | Halve finale                                                                      | – |                                                                                   |
| 1981/82                                                                           | Eredivisie                                                                        | 34                                                                                | 13                                                                                | 9                                                                                 | 12                                                                                | 35                                                                                | 58                                                                                | 49                                                                                | 10e                                                                               | –                                                                                 | 2e ronde                                                                          | – |                                                                                   |
| 1982/83                                                                           | Eredivisie                                                                        | 34                                                                                | 9                                                                                 | 11                                                                                | 14                                                                                | 29                                                                                | 44                                                                                | 59                                                                                | 12e                                                                               | –                                                                                 | Kwartfinale                                                                       | – |                                                                                   |
| 1983/84                                                                           | Eredivisie                                                                        | 34                                                                                | 12                                                                                | 8                                                                                 | 14                                                                                | 32                                                                                | 52                                                                                | 63                                                                                | 11e                                                                               | Intertoto Cup                                                                     | 2e ronde                                                                          | – |                                                                                   |
| 1984/85                                                                           | Eredivisie                                                                        | 34                                                                                | 11                                                                                | 6                                                                                 | 17                                                                                | 28                                                                                | 46                                                                                | 59                                                                                | 15e                                                                               | –                                                                                 | Kwartfinale                                                                       | – |                                                                                   |
| 1985/86                                                                           | Eredivisie                                                                        | 34                                                                                | 13                                                                                | 7                                                                                 | 14                                                                                | 33                                                                                | 47                                                                                | 62                                                                                | 10e                                                                               | –                                                                                 | 1e ronde                                                                          | – |                                                                                   |
| 1986/87                                                                           | Eredivisie                                                                        | 34                                                                                | 5                                                                                 | 13                                                                                | 16                                                                                | 23                                                                                | 23                                                                                | 48                                                                                | 16e                                                                               | Rechtstreekse degradatie                                                          | 1e ronde                                                                          | – |                                                                                   |
| 1987/88                                                                           | Eerste divisie                                                                    | 36                                                                                | 11                                                                                | 12                                                                                | 13                                                                                | 34                                                                                | 49                                                                                | 51                                                                                | 11e                                                                               | –                                                                                 | 1e ronde                                                                          | – |                                                                                   |
| 1988/89                                                                           | Eerste divisie                                                                    | 36                                                                                | 13                                                                                | 8                                                                                 | 15                                                                                | 34                                                                                | 52                                                                                | 50                                                                                | 10e                                                                               | Nacompetitie                                                                      | 1e ronde                                                                          | Promotiewedstrijden tegen Excelsior (3–1 & 2–1), sc Heerenveen (2–4 & 0–4) en N.E.C. (0–0 & 0–3)                                                       |                                                                                   |
| 1989/90                                                                           | Eerste divisie                                                                    | 36                                                                                | 15                                                                                | 7                                                                                 | 14                                                                                | 37                                                                                | 55                                                                                | 50                                                                                | 9e                                                                                | Nacompetitie                                                                      | Tussenronde (Tussen 1e ronde en 2e ronde)                                         | Promotiewedstrijden tegen sc Heerenveen (3–2 & 2–3) en NAC (0–2 & 2–0)                                                                                 |                                                                                   |
| 1990/91                                                                           | Eerste divisie                                                                    | 38                                                                                | 14                                                                                | 15                                                                                | 9                                                                                 | 43                                                                                | 57                                                                                | 43                                                                                | 7e                                                                                | –                                                                                 | 2e ronde                                                                          | – |                                                                                   |
| 1991/92                                                                           | Eerste divisie                                                                    | 38                                                                                | 17                                                                                | 6                                                                                 | 15                                                                                | 40                                                                                | 63                                                                                | 59                                                                                | 11e                                                                               | Nacompetitie                                                                      | 2e ronde                                                                          | Promotiewedstrijden tegen SC Heracles '74 (1–1 & 2–1) en NAC (1–0 & 0–0)                                                                               |                                                                                   |
| 1992/93                                                                           | Eredivisie                                                                        | 34                                                                                | 8                                                                                 | 9                                                                                 | 17                                                                                | 25                                                                                | 36                                                                                | 64                                                                                | 15e                                                                               | –                                                                                 | 3e ronde                                                                          | – |                                                                                   |
| 1993/94                                                                           | Eredivisie                                                                        | 34                                                                                | 10                                                                                | 8                                                                                 | 16                                                                                | 28                                                                                | 44                                                                                | 57                                                                                | 12e                                                                               | –                                                                                 | 3e ronde                                                                          | – |                                                                                   |
| 1994/95                                                                           | Eredivisie                                                                        | 34                                                                                | 7                                                                                 | 9                                                                                 | 18                                                                                | 23                                                                                | 42                                                                                | 77                                                                                | 17e                                                                               | Nacompetitie                                                                      | 2e ronde                                                                          | Degradatiewedstrijden tegen AZ (3–1 & 3–2), Excelsior (2–0 & 1–0) en VVV (3–2 & 1–1)                                                                   |                                                                                   |
| 1995/96                                                                           | Eredivisie                                                                        | 34                                                                                | 5                                                                                 | 7                                                                                 | 22                                                                                | 22                                                                                | 40                                                                                | 71                                                                                | 18e                                                                               | Rechtstreekse degradatie                                                          | 2e ronde                                                                          | – |                                                                                   |
| 1996/97                                                                           | Eerste divisie                                                                    | 34                                                                                | 16                                                                                | 7                                                                                 | 11                                                                                | 55                                                                                | 58                                                                                | 48                                                                                | 6e                                                                                | Nacompetitie                                                                      | 2e ronde                                                                          | Promotiewedstrijden tegen Cambuur Leeuwarden (3–2 & 4–0), N.E.C. (2–1 & 0–3) en VVV (5–1 & 3–1)                                                        |                                                                                   |
| 1997/98                                                                           | Eerste divisie                                                                    | 34                                                                                | 15                                                                                | 4                                                                                 | 15                                                                                | 49                                                                                | 70                                                                                | 55                                                                                | 9e                                                                                | –                                                                                 | Groepsfase                                                                        | – |                                                                                   |
| 1998/99                                                                           | Eerste divisie                                                                    | 34                                                                                | 14                                                                                | 8                                                                                 | 12                                                                                | 50                                                                                | 59                                                                                | 57                                                                                | 7e                                                                                | –                                                                                 | Achtste finale                                                                    | – |                                                                                   |
| 1999/00                                                                           | Eerste divisie                                                                    | 34                                                                                | 9                                                                                 | 9                                                                                 | 16                                                                                | 36                                                                                | 56                                                                                | 58                                                                                | 14e                                                                               | –                                                                                 | Achtste finale                                                                    | – |                                                                                   |
| 2000/01                                                                           | Eerste divisie                                                                    | 34                                                                                | 16                                                                                | 5                                                                                 | 13                                                                                | 53                                                                                | 62                                                                                | 63                                                                                | 6e                                                                                | Nacompetitie                                                                      | 2e ronde                                                                          | Promotiewedstrijden tegen Cambuur Leeuwarden (1–2 & 2–4), Excelsior (1–0 & 3–3) en Sparta (1–1 & 1–3)                                                  |                                                                                   |
| 2001/02                                                                           | Eerste divisie                                                                    | 34                                                                                | 9                                                                                 | 9                                                                                 | 16                                                                                | 36                                                                                | 48                                                                                | 62                                                                                | 16e                                                                               | –                                                                                 | 2e ronde                                                                          | – |                                                                                   |
| 2002/03                                                                           | Eerste divisie                                                                    | 34                                                                                | 17                                                                                | 7                                                                                 | 10                                                                                | 58                                                                                | 74                                                                                | 55                                                                                | 7e                                                                                | Nacompetitie                                                                      | 2e ronde                                                                          | Promotiewedstrijden tegen FC Den Bosch (0–1 & 1–4), Helmond Sport (5–0 & 0–2) en FC Zwolle (2–3 & 1–2)                                                 |                                                                                   |
| 2003/04                                                                           | Eerste divisie                                                                    | 36                                                                                | 15                                                                                | 8                                                                                 | 13                                                                                | 53                                                                                | 79                                                                                | 63                                                                                | 9e                                                                                | –                                                                                 | 2e ronde                                                                          | – |                                                                                   |
| 2004/05                                                                           | Eerste divisie                                                                    | 36                                                                                | 9                                                                                 | 11                                                                                | 16                                                                                | 38                                                                                | 40                                                                                | 60                                                                                | 17e                                                                               | –                                                                                 | Achtste finale                                                                    | – |                                                                                   |
| 2005/06                                                                           | Eerste divisie                                                                    | 38                                                                                | 8                                                                                 | 11                                                                                | 19                                                                                | 35                                                                                | 45                                                                                | 70                                                                                | 18e                                                                               | –                                                                                 | 3e ronde                                                                          | – |                                                                                   |
| 2006/07                                                                           | Eerste divisie                                                                    | 38                                                                                | 16                                                                                | 9                                                                                 | 13                                                                                | 57                                                                                | 56                                                                                | 51                                                                                | 7e                                                                                | Nacompetitie                                                                      | Achtste finale                                                                    | Promotiewedstrijden tegen BV Veendam (1–5 & 2–0) |                                                                                   |
| 2007/08                                                                           | Eerste divisie                                                                    | 38                                                                                | 16                                                                                | 3                                                                                 | 19                                                                                | 51                                                                                | 60                                                                                | 64                                                                                | 10e                                                                               | Nacompetitie                                                                      | 3e ronde                                                                          | Promotiewedstrijden tegen ADO Den Haag (1–1 & 0–3) |                                                                                   |
| 2008/09                                                                           | Eerste divisie                                                                    | 38                                                                                | 14                                                                                | 14                                                                                | 10                                                                                | 56                                                                                | 41                                                                                | 41                                                                                | 7e                                                                                | –                                                                                 | 2e ronde                                                                          | – |                                                                                   |
| 2009/10                                                                           | Eerste divisie                                                                    | 36                                                                                | 18                                                                                | 9                                                                                 | 9                                                                                 | 63                                                                                | 53                                                                                | 33                                                                                | 5e                                                                                | Nacompetitie                                                                      | Halve finale                                                                      | Promotiewedstrijden tegen SC Cambuur (2–0 & 0–1) en Willem II (1–0 & 0–3)                                                                              |                                                                                   |
| 2010/11                                                                           | Eerste divisie                                                                    | 34                                                                                | 13                                                                                | 11                                                                                | 10                                                                                | 50                                                                                | 58                                                                                | 43                                                                                | 7e                                                                                | Nacompetitie                                                                      | 4e ronde                                                                          | Promotiewedstrijden tegen FC Den Bosch (0–1 & 1–2) |                                                                                   |
| 2011/12                                                                           | Eerste divisie                                                                    | 34                                                                                | 14                                                                                | 8                                                                                 | 12                                                                                | 50                                                                                | 65                                                                                | 56                                                                                | 9e                                                                                | Nacompetitie                                                                      | Achtste finale                                                                    | Promotiewedstrijden tegen FC Den Bosch (1–1 & 0–2) |                                                                                   |
| 2012/13                                                                           | Eerste divisie                                                                    | 30                                                                                | 13                                                                                | 9                                                                                 | 8                                                                                 | 48                                                                                | 60                                                                                | 46                                                                                | 6e                                                                                | Nacompetitie                                                                      | Achtste finale                                                                    | Promotiewedstrijden tegen FC Dordrecht (3–3 & 3–0), VVV-Venlo (1–0 & 3–0) en FC Volendam (3–0 & 0–1)                                                   |                                                                                   |
| 2013/14                                                                           | Eredivisie                                                                        | 34                                                                                | 10                                                                                | 8                                                                                 | 16                                                                                | 38                                                                                | 45                                                                                | 69                                                                                | 13e                                                                               | –                                                                                 | 3e ronde                                                                          | – |                                                                                   |
| 2014/15                                                                           | Eredivisie                                                                        | 34                                                                                | 7                                                                                 | 6                                                                                 | 21                                                                                | 27                                                                                | 29                                                                                | 59                                                                                | 17e                                                                               | Nacompetitie 1e voorronde UEFA Europa League                                      | 3e ronde                                                                          | Degradatiewedstrijden tegen De Graafschap (0–1 & 0–1)                                                                                                  |                                                                                   |
| 2015/16                                                                           | Eerste divisie                                                                    | 36                                                                                | 18                                                                                | 7                                                                                 | 11                                                                                | 61                                                                                | 61                                                                                | 41                                                                                | 5e                                                                                | Nacompetitie                                                                      | 3e ronde                                                                          | Promotiewedstrijden tegen VVV-Venlo (1–0 & 2–2) en De Graafschap (4–1 & 1–1)                                                                           |                                                                                   |
| 2016/17                                                                           | Eredivisie                                                                        | 34                                                                                | 6                                                                                 | 5                                                                                 | 23                                                                                | 23                                                                                | 32                                                                                | 73                                                                                | 18e                                                                               | Rechtstreekse degradatie                                                          | 2e ronde                                                                          | – |                                                                                   |
| 2017/18                                                                           | Eerste divisie                                                                    | 38                                                                                | 9                                                                                 | 10                                                                                | 19                                                                                | 37                                                                                | 48                                                                                | 68                                                                                | 17e                                                                               | –                                                                                 | 2e ronde                                                                          | – |                                                                                   |
| 2018/19                                                                           | Eerste divisie                                                                    | 38                                                                                | 19                                                                                | 6                                                                                 | 13                                                                                | 63                                                                                | 63                                                                                | 57                                                                                | 5e                                                                                | Nacompetitie                                                                      | 2e ronde                                                                          | Promotiewedstrijden tegen FC Den Bosch (2–2 & 0–1) en RKC Waalwijk (0–0 & 4–5)                                                                         |                                                                                   |
| 2019/20                                                                           | Eerste divisie                                                                    | 29                                                                                | 12                                                                                | 12                                                                                | 5                                                                                 | 48                                                                                | 49                                                                                | 41                                                                                | 6e                                                                                | –                                                                                 | Kwartfinale                                                                       | Door de coronacrisis is competitie niet afgemaakt. De tussenstand na 29 speelrondes werd de eindstand                                                  |                                                                                   |
| 2020/21                                                                           | Eerste divisie                                                                    | 38                                                                                | 23                                                                                | 8                                                                                 | 7                                                                                 | 77                                                                                | 62                                                                                | 25                                                                                | 2e                                                                                | Rechtstreekse promotie                                                            | Achtste finale                                                                    | – |                                                                                   |
| 2021/22                                                                           | Eredivisie                                                                        | 34                                                                                | 10                                                                                | 6                                                                                 | 18                                                                                | 36                                                                                | 37                                                                                | 51                                                                                | 13e                                                                               | –                                                                                 | Halve finale                                                                      | – |                                                                                   |
| 2022/23                                                                           | Eredivisie                                                                        | 34                                                                                | 10                                                                                | 10                                                                                | 14                                                                                | 40                                                                                | 46                                                                                | 56                                                                                | 11e                                                                               | –                                                                                 | Achtste finale                                                                    | – |                                                                                   |
| 2023/24                                                                           | Eredivisie                                                                        | 34                                                                                | 12                                                                                | 10                                                                                | 12                                                                                | 46                                                                                | 47                                                                                | 46                                                                                | 9e                                                                                | Play-offs voor de UEFA Conference League 2e voorronde UEFA Conference League      | Achtste finale                                                                    | Wedstrijden tegen N.E.C. (2–1) en FC Utrecht (2–1) |                                                                                   |
| 2024/25                                                                           | Eredivisie                                                                        | 34                                                                                | 14                                                                                | 9                                                                                 | 11                                                                                | 57                                                                                | 55                                                                                | 51                                                                                | 7e                                                                                | UEFA Europa League 2025/26                                                        | Winnaar                                                                           | |                                                                                   |

### In Europa
Uitslagen vanuit gezichtspunt Go Ahead
| Seizoen                                                    | Competitie                 | Ronde           | Land                                      | Club                   | Totaalscore | 1e W        | 2e W    | PUC |
| ---------------------------------------------------------- | -------------------------- | --------------- | ----------------------------------------- | ---------------------- | ----------- | ----------- | ------- | --- |
| 1930/31                                                    | Coupe des Nations          | 1R              | Vlag van Italië (1861-1946)               | AGC Bologna            | 0-4         | < in Genève |         | –   |
|                                                            |                            | 1/4             | Vlag van Hongarije (1915-1918, 1919-1946) | Újpest FC              | 0-7         | < in Genève |         | –   |
| 1965/66                                                    | Europacup II               | 1R              | Vlag van Schotland                        | Celtic FC              | 0-7         | 0-6 (T)     | 0-1 (U) | –   |
| 1966/67                                                    | International Football Cup | Groep A3        | Vlag van Italië                           | US Foggia              | 3-0         | 2-0 (T)     | 1-0 (U) | -   |
|                                                            |                            |                 | Vlag van België                           | Tilleur FC             | 11-2        | 3-2 (T)     | 8-0 (U) | -   |
|                                                            |                            |                 | Vlag van Zwitserland                      | FC Sion                | 10-6        | 6-4 (T)     | 4-2 (U) | -   |
|                                                            |                            | 1/4             | Vlag van Tsjechië                         | Inter Bratislava       | 3-4         | 0-3 (U)     | 3-1 (T) | -   |
| 1967                                                       | Intertoto Cup              | Groep A4        | Vlag van België                           | Lierse SK              | 1-4         | 1-2 (T)     | 0-2 (U) | -   |
|                                                            |                            |                 | Vlag van Frankrijk                        | FC Rouen               | 8-4         | 5-0 (T)     | 3-4 (U) | -   |
|                                                            |                            |                 | Vlag van Zwitserland                      | FC Grenchen            | 3-3         | 3-1 (T)     | 0-2 (U) | -   |
| 1969                                                       | Intertoto Cup              | Groep           | Vlag van Polen                            | Szombierki Bytom       | 2-3         | 2-2 (T)     | 0-1 (U) | -   |
|                                                            |                            |                 | Vlag van Zweden                           | Östers IF              | 3-4         | 1-1 (T)     | 2-3 (U) | -   |
|                                                            |                            |                 | Vlag van Zwitserland                      | FC Lugano              | 5-1         | 1-1 (T)     | 4-0 (U) | -   |
| 1984                                                       | Intertoto Cup              | Groep 4         | Vlag van België                           | Standard Luik          | 3-5         | 1-1 (T)     | 2-4 (U) | -   |
|                                                            |                            |                 | Vlag van Denemarken                       | Odense BK              | 1-4         | 1-1 (T)     | 0-3 (U) | -   |
|                                                            |                            |                 | Vlag van Duitsland                        | Eintracht Braunschweig | 3-3         | 2-1 (T)     | 1-2 (U) | -   |
| 2015/16                                                    | Europa League              | 1Q              | Vlag van Hongarije                        | Ferencváros            | 2-5         | 1-1 (T)     | 1-4 (U) | 0.5 |
| 2024/25                                                    | Conference League          | 2Q              | Vlag van Noorwegen                        | SK Brann               | 1-2         | 0-0 (T)     | 1-2 (U) | 0.5 |
| 2025/26                                                    | Europa League              | Competitie ( e) | Vlag van onbekend gebied                  |                        | -           | - ()        | - ()    | 0.0 |
|                                                            |                            | Competitie ( e) | Vlag van onbekend gebied                  |                        | -           | - ()        | - ()    | 0.0 |
|                                                            |                            | Competitie ( e) | Vlag van onbekend gebied                  |                        | -           | - ()        | - ()    | 0.0 |
|                                                            |                            | Competitie ( e) | Vlag van onbekend gebied                  |                        | -           | - ()        | - ()    | 0.0 |
|                                                            |                            | Competitie ( e) | Vlag van onbekend gebied                  |                        | -           | - ()        | - ()    | 0.0 |
|                                                            |                            | Competitie ( e) | Vlag van onbekend gebied                  |                        | -           | - ()        | - ()    | 0.0 |
|                                                            |                            | Competitie ( e) | Vlag van onbekend gebied                  |                        | -           | - ()        | - ()    | 0.0 |
|                                                            |                            | Competitie ( e) | Vlag van onbekend gebied                  |                        | -           | - ()        | - ()    | 0.0 |
| Totaal aantal behaalde punten voor UEFA coëfficiënten: 1.0 |                            |                 |                                           |                        |             |             |         |     |

Fair Play (FP): Doordat Nederland 1e was geworden op de Fair Play lijst mocht Nederland één extra club afvaardigen in de Europa League. FC Twente zou in eerste instantie het ticket krijgen, omdat ze de nummer 1 waren op de nationale Fair Play lijst. Ze zagen echter van het ticket af, omdat ze door de financiële gebeurtenissen bang waren voor uitsluiting. Het ticket schoof uiteindelijk door naar Go Ahead Eagles. Op 2 juli 2015 speelde Go Ahead Eagles tegen Ferencváros TC uit Hongarije. Omdat de Adelaarshorst wegens verbouwing niet beschikbaar was, werd er uitgeweken naar stadion de JENS vesting in Emmen.
Zie ook
- Deelnemers UEFA-toernooien Nederland
- Deelnemers International Football Cup & Intertoto Cup Nederland
- Eeuwige ranglijst van deelnemers UEFA-clubcompetities

### Bekende en prominente (oud-)spelers

#### Internationals
Onderstaande spelers hebben tijdens hun loopbaan bij Go Ahead Eagles een of meerdere wedstrijden gespeeld voor het Nederlands elftal.
- Peter Arntz (3)
- Jan Halle (2)
- Leo Halle (15)
- Gerrit Hulsman (3)
- Cees van Kooten (9)
- Jan de Kreek (3)
- Bert van Marwijk (1)
- Nico Rijnders (2)
- Wim Roetert (1)
- Dick Schneider (11)
- Wietse Veenstra (3)
- Henk Warnas (5)

#### Meeste wedstrijden/doelpunten
Lijst van spelers met de meeste wedstrijden/doelpunten voor Go Ahead Eagles (in alle competities (beker, competitie, nacompetitie, europees)) sinds de invoering van het betaalde voetbal in 1955.

Een aantal van 200 of meer wedstrijden voor GAE en een aantal van 50 of meer doelpunten zijn  geel  gemarkeerd.

Deze lijst is bijgewerkt tot en met 17 maart 2019.
| NED | Jarchinio Antonia   | 2010/11 | 2016/17   | 5  | 140  | 30 | 0,214 | aanvaller      | ED/1D | Speelde voor GAE van 2010/11 t/m 2013/14 (4) en in 2016/17 (1) |
| NED | Sjoerd Ars          | 2006/07 | 2007/08   | 2  | 73   | 33 | 0,452 | aanvaller      | 1D    | |
| NED | Alfons Arts         | 1990/91 | 1995/96   | 6  | 149  | 6  | 0,040 | verdediger     | ED/1D | |
| NED | Koen van der Biezen | 2008/09 | 2010/11   | 3  | 59   | 27 | 0,458 | aanvaller      | 1D    | |
| NED | Michel Boerebach    | 1982/83 | 1997/98   | 7  | 155  | 24 | 0,155 | middenvelder   | ED/1D | Speelde voor GAE van 1982/83 t/m 1986/87 (5) en in 1996/97 t/m 1997/98 (2) |
| NED | Eddy Bosman         | 1982/83 | 1983/84   | 2  | 37   | 17 | 0,459 | middenvelder   | ED    | |
| NED | Paul Bosvelt        | 1989/90 | 1993/94   | 5  | 139  | 27 | 0,194 | middenvelder   | ED/1D | |
| NED | Dave Bus            | 2008/09 | 2011/12   | 4  | 112  | 4  | 0,036 | verdediger     | 1D    | |
| NED | Henk ten Cate       | 1979/80 | 1984/85   | 4  | 132  | 21 | 0,159 | aanvaller      | ED    | Was in 1980/81 verhuurd aan Edmonton Drillers en in 1981/82 verhuurd aan Telstar |
| NED | Harry Decheiver     | 1986/87 | 1995/96   | 5  | 119  | 40 | 0,336 | aanvaller      | ED/1D | Speelde voor GAE van 1986/87 t/m 1989/90 (4) en in 1995/96 (1) |
| NED | René Eijkelkamp     | 1981/82 | 1985/86   | 5  | 116  | 28 | 0,241 | aanvaller      | ED    | |
| NED | Ruud Geels          | 1970/71 | 1971/72   | 2  | 62   | 35 | 0,565 | aanvaller      | ED    | Totaal ±300 eredivisiewedstrijden voor 7 clubs. |
| IRI | Reza Ghoochannejhad | 2006/07 | 2009/10   | 2  | 23   | 10 | 0,435 | aanvaller      | 1D    | |
| NED | Jan Groeneweg       | 1977/78 | 1981/82   | 5  | 67   | 22 | 0,328 | middenvelder   | ED    | |
| NED | Marco Heering       | 1987/88 | 1995/96   | 9  | 184  | 32 | 0,174 | aanvaller      | ED/1D | |
| NED | Sam Hendriks        | 2016/17 | 2020/21   | 3  | 101  | 37 | 0,366 | aanvaller      | ED/1D | |
| NED | Oeki Hoekema        | 1966/67 | 1970/71   | 5  | 187  |    |       | aanvaller      | ED    | |
| NED | Dennis Hulshoff     | 1989/90 | 2006/07   | 11 | 355  |    |       | verdediger     | ED/1D | Speelde voor GAE van 1989/90 t/m 1994/95 (6) en van 2002/03 t/m 2006/07 (5) |
| NED | Xander Houtkoop     | 2011/12 | 2013/14   | 3  | 101  | 23 | 0,228 | aanvaller      | ED/1D | |
| NED | Leon de Kogel       | 2015/16 | 2017/2018 | 3  | 68   | 27 | 0,397 | aanvaller      | ED/1D | |
| NED | Marnix Kolder       | 2011/12 | 2014/15   | 4  | 123  | 39 | 0,317 | aanvaller      | ED/1D | |
| NED | Martin Koopman      | 1976/77 | 1981/82   | 6  | 152  | 10 | 0,066 | verdediger     | ED    | Totaal 350 eredivisiewedstrijden. |
| NED | Cees van Kooten     | 1976/77 | 1982/83   | 7  | 218  | 79 | 0,362 | aanvaller      | ED    | Clubtopscorer GAE. Totaal >300 duels eredivisie voor Telstar, GAE en PEC Zwolle. |
| NED | Jo Körver           | 1976/77 | 1981/82   | 6  | 135  | 22 | 0,163 | aanvaller      | ED    | |
| DEN | Tommy Kristiansen   | 1978/79 | 1980/81   | 3  | 122  | 12 | 0,098 | aanvaller      | ED    | |
| NED | Hendrie Krüzen      | 1997/98 | 1999/2000 | 3  | 106  | 20 | 0,189 | middenvelder   | 1D    | |
| NED | André van der Ley   | 1973/74 | 1974/75   | 2  | 57   | 5  | 0,088 | middenvelder   | ED    | Speelde voor GAE van 1968/69 t/m 1973/74 (6) en van 1976/77 t/m 1977/78 (2) |
| NED | Jop van der Linden  | 2012/13 | 2014/15   | 3  | 90   | 7  | 0,078 | verdediger     | ED/1D | |
| NED | Dwight Lodeweges    | 1975/76 | 1991/92   | 8  | 273  |    |       | verdediger     | ED/1D | Speelde voor GAE van 1975/76 t/m 1978/79 (4), in 1982/83 (1), in 1988/89 (1) en van 1990/91 t/m 1991/92 (2). In de laatste 4 seizoenen 50 wedstrijden, 4 doelpunten.                                                     |
| NED | Bram Marbus         | 1997/98 | 2004/05   | 5  | 142  | 44 | 0,310 | aanvaller      | 1D    | Speelde voor GAE van 1997/98 t/m 1998/99 (2) en van 2002/03 t/m 2004/05 (3) |
| NED | Cees Marbus         | 1989/90 | 1999/2000 | 9  | 141  | 6  | 0,043 | verdediger     | ED/1D | Speelde voor GAE van 1989/90 t/m 1995/96 (7) en van 1998/99 t/m 1999/2000 (2) |
| NED | Bert van Marwijk    | 1969/70 | 1974/75   | 6  | 146  | 16 | 0,110 | aanvaller      | ED    | Totaal 371 eredivisiewedstrijden voor GAE en MVV (225). |
| NED | Jan Michels         | 1992/93 | 1997/98   | 6  | 178  | 20 | 0,112 | middenvelder   | ED/1D | |
| NIG | Kingsley Obiekwu    | 1995/96 | 1997/98   | 3  | 63   | 7  | 0,111 | verdediger     | ED/1D | |
| NED | John Oude Wesselink | 1969/70 | 1985/86   | 17 | 415  | 22 | 0,053 | middenvelder   | ED    | Speler met de meeste wedstrijden voor GAE. Speelde zijn gehele carrière uitsluitend bij GAE in de eredivisie. |
| NED | Sjoerd Overgoor     | 2011/12 | 2018/19   | 6  | 174  | 4  | 0,023 | middenvelder   | ED/1D | Speelde voor GAE van 2011/12 t/m 2014/15 (4) en van 2017/18 t/m 2018/2019 (2) |
| NED | Marc Overmars       | 1990/91 | 2008/09   | 2  | 35   | 1  | 0,029 | aanvaller      | 1D    | Speelde voor GAE in 1990/91 (1) en in 2008/09 (1) |
| FIN | Marco Parnela       | 2004/05 | 2009/10   | 6  | 155  | 14 | 0,090 | verdediger     | 1D    | |
| NED | Toine Rorije        | 1991/92 | 1996/97   | 6  | 169  | 29 | 0,172 | aanvaller      | ED/1D | |
| NED | Xandro Schenk       | 2013/14 | 2017/18   | 6  | 167  | 11 | 0,066 | verdediger     | ED/1D | |
| NED | Resit Schuurman     | 1997/98 | 2012/13   | 7  | 137  | 14 | 0,102 | middenvelder   | 1D    | Speelde voor GAE van 1997/98 t/m 2000/01 (4) en van 2010/11 t/m 2012/13 (3) |
| NED | Victor Sikora       | 1994/95 | 1998/99   | 5  | 107  | 34 | 0,318 | aanvaller      | ED/1D | |
| NED | Hennie Spijkerman   | 1969/70 | 1975/76   | 7  | 285* | 0  | 0,000 | doelverdediger | ED    | *=incl 6 wedstrijden Intertoto Cup 1969 |
| NED | Pleun Strik         | 1964/65 | 1967/68   | 4  | 69   | 8  | 0,116 | verdediger     | ED    | Totaal ±500 eredivisiewedstrijden voor GAE en PSV. |
| NED | Joey Suk            | 2008/09 | 2017/18   | 6  | 155  | 26 | 0,168 | middenvelder   | ED/1D | Speelde voor GAE van 2008/09 t/m 2011/12 (4) en van 2016/17 t/m 2017/18 (2) |
| NED | Jan Veenstra        | 1967/68 | 1973/74   | 7  | 201  | 3  | 0,015 | verdediger     | ED    | |
| NED | Wietse Veenstra     | 1964/65 | 1968/69   | 5  | 116  | 55 | 0,474 | aanvaller      | ED    | |
| NED | Jonathan Vosselman  | 2006/07 | 2010/11   | 5  | 168  | 0  | 0,000 | verdediger     | 1D    | |
| NED | Bart Vriends        | 2012/13 | 2015/16   | 4  | 124  | 5  | 0,040 | verdediger     | ED/1D | |
| NED | Henk Warnas         | 1964/65 | 1975/76   | 12 | 364  | 7  | 0,019 | verdediger     | ED    | Totaal 364 (7) eredivisiewedstrijden voor GAE en 1 (0) voor Feyenoord, plus 72 (2) in de eerste divisie voor PEC Zwolle                                                                                                  |
| NED | Ton Witbaard        | 1981/82 | 1985/86   | 5  | 157  | 11 | 0,070 | verdediger     | ED    | |
| NED | Wim Woudsma         | 1976/77 | 1988/89   | 13 | 376  | 45 | 0,120 | verdediger     | ED/1D | Totaal 314 eredivisiewedstrijden voor GAE (+ 19 voor NEC). 3 Van de 45 doelpunten voor GAE gemaakt in de eerste divisie.                                                                                                 |
| NED | Ugur Yildirim       | 2000/01 | 2003/04   | 4  | 119  | 44 | 0,370 | aanvaller      | 1D    | |
| NED | Nico van Zoghel     | 1964/65 | 1978/79   | 12 | 329  | 6  | 0,018 | doelverdediger | ED    | Speelde voor GAE van 1964/65 t/m 1973/74 (10) en van 1977/78 t/m 1978/79 (2). Totaal 614 (!) eredivisiewedstrijden voor DOS, GAE en De Graafschap. Totaal is incl. 12 Intertoto Cup wedstrijden, 6 in 1967 en 6 in 1969. |

```
* 
Afkortingen

ED = 
Eredivisie

1D = 
Eerste divisie
```

### Topscorers
- 1954/55:  Tonny van Gelder (5)
- 0000000  Tonny Hulsegge (7)
- 1955/56:  Henk Mol (11)
- 1956/57:  Joop Butter (15)
- 1957/58:  Willy Mos (28)
- 1958/59:  Henk van Brussel (13)
- 1959/60:  Willy Mos (15)
- 1960/61:  Henk van Brussel (13)
- 1961/62:  Joop Butter (13)
- 1962/63:  Wim Bleijenberg (20)
- 1963/64:  Egbert ter Mors (12)
- 1964/65:  Henk Kanselaar (9)
- 1965/66:  Jan Boekesteijn (12)
- 1966/67:  Wietse Veenstra (17)
- 1967/68:  Gerrit Niehaus (12)
- 1968/69:  Wietse Veenstra (15)
- 1969/70:  Gerrie de Goede (8)
- 1970/71:  Ruud Geels (17)
- 1971/72:  Ruud Geels (18)
- 1972/73:  Jan Groenendijk (6)
- 1973/74:  Peter Arntz (9)
- 1974/75:  Peter Arntz (7)
- 1975/76:  Joško Gluić (12)
- 1976/77:  Cees van Kooten (15)
- 1977/78:  Cees van Kooten (14)
- 1978/79:  Jan Groeneweg (11)
- 1979/80:  Cees van Kooten (13)
- 1980/81:  Cees van Kooten (15)
- 1981/82:  Cees van Kooten (11)
0000000  Gerdo Hazelhekke (11)
- 1982/83:  Henk ten Cate (10)
- 1983/84:  Eddy Bosman (12)
- 1984/85:  Michel Boerebach (7)
0000000  Mike Small (7)
- 1985/86:  Michel Boerebach (7)
- 1986/87:  Mike Small (4)
- 1987/88:  Eric Groeleken (9)
- 1988/89:  Gert van den Brink (17)
- 1989/90:  Harry Buisman (10)
- 1991/91:  Harry Buisman (13)
- 1991/92:  Jeroen Boere (11)
- 1992/93:  Jeroen Boere (7)
- 1993/94:  Paul Bosvelt (9)
0000000  Lloyd Kammeron (9)
- 1994/95:  Jack de Gier (11)
- 1995/96:  Harry Decheiver (8)
- 1996/97:  Erik Tammer (23)
- 1997/98:  Erik Tammer (17)
- 1998/99:  Bram Marbus (14)
- 1999/00:  John Stegeman (12)
- 2000/01:  Hans van Arum (15)
- 2001/02:  Hans van Arum (11)
- 2002/03:  Uğur Yıldırım (18)
- 2003/04:  Uğur Yıldırım (19)
- 2004/05:  Bram Marbus (6) 
0000000  Ignacio Tuhuteru (6)
- 2005/06:  Loïc Loval (11)
- 2006/07:  Sjoerd Ars (18)
- 2007/08:  Sjoerd Ars (15)
- 2008/09:  Sander Post (6)
- 2009/10:  Halil Çolak (10)
- 2010/11:  Koen van der Biezen (16)
- 2011/12:  Marnix Kolder (14)
- 2012/13:  Marnix Kolder (15)
- 2013/14:  Jarchinio Antonia (9)
- 2014/15:  Alex Schalk (4)
- 2015/16:  Leon de Kogel (24)
- 2016/17:  Sam Hendriks (8)
- 2017/18:  Sam Hendriks (18)
- 2018/19:  Thomas Verheydt (13)
- 2019/20:  Antoine Rabillard (9)
- 2020/21:  Sam Beukema (8)
0000000  Sam Hendriks (8)
0000000  Bradly van Hoeven (8)
- 2021/22:  Iñigo Córdoba (9)
- 2022/23:  Willum Þór Willumsson (8)
- 2023/24:  Oliver Edvardsen (7)
0000000  Willum Þór Willumsson (7)
- 2024/25:  Jakob Breum (10)

### Trainers
- 1923–1924  Hans Ruf
- 1931–1932  Emil Riff
- 1933–1937  Edu Haes
- 1937–1938  Jimmy Hodson
- 1938–1939  Bill Yates
- 1939–1940  Jan Halle
- 1940–1943  Edu Haes
- 1946–1948  Fred Fitton
- 1948–1950  Stephan Nagy
- 1950–1953  Jan de Kreek
- 1953–1956  Franz Köhler[50]
- 1956–1957  Wim de Bois
- 1957–1962  Gilbert Richmond
- 1962–1970   František Fadrhonc
- 1970–1973  Barry Hughes
- 1973–1975  Jan Notermans
- 0000–1975  Henk van Brussel (a.i.)
- 1975–1976  Leo Beenhakker
- 0000–1976  Henk van Brussel (a.i.)
- 1976–1978  Wiel Coerver
- 0000–1978  Henk van Brussel (a.i.)
- 1978–1980  Joop Brand
- 0000–1980  Bob Maaskant (a.i.)
- 1980–1981  Spitz Kohn
- 1981–1983  Bob Maaskant
- 1983–1985  Henk Wullems
- 1985–1988  Nico van Zoghel
- 1988–1988  Mircea Petescu
- 1988–1990  Fritz Korbach
- 1990–1990  Henk ten Cate
- 1990–1993  Jan Versleijen
- 1993–1995  Henk ten Cate
- 0000–1995  Dwight Lodeweges (a.i.)
- 1995–1996  Ab Fafié
- 0000–1996  Bob Maaskant (a.i.)
- 1996–1997  Leo van Veen
- 1997–2002  Jan van Staa
- 0000–2002  Theo de Jong (a.i.)
- 2002–2003  Robert Maaskant
- 2003–2005  Raymond Libregts
- 2005–2008  Mike Snoei
- 2008–2011  Andries Ulderink
- 2011–2012  Joop Gall
- 2012–2012  Jimmy Calderwood
- 2012–2013  Erik ten Hag
- 2013–2015  Foeke Booy
- 2015–2016  Dennis Demmers
- 0000–2016  Harry Decheiver (a.i.)
- 2016–2017  Hans de Koning
- 0000–2017  Robert Maaskant (a.i.)
- 201700000  Leon Vlemmings[51][52][53]
- 2017–2018  Jan van Staa
- 2018–2019  John Stegeman
- 2019–2020  Jack de Gier
- 2020–2022  Kees van Wonderen
- 2022–2024  René Hake[54]
- 2024–2025  Paul Simonis
- 2025–0000  Melvin Boel

## Trivia

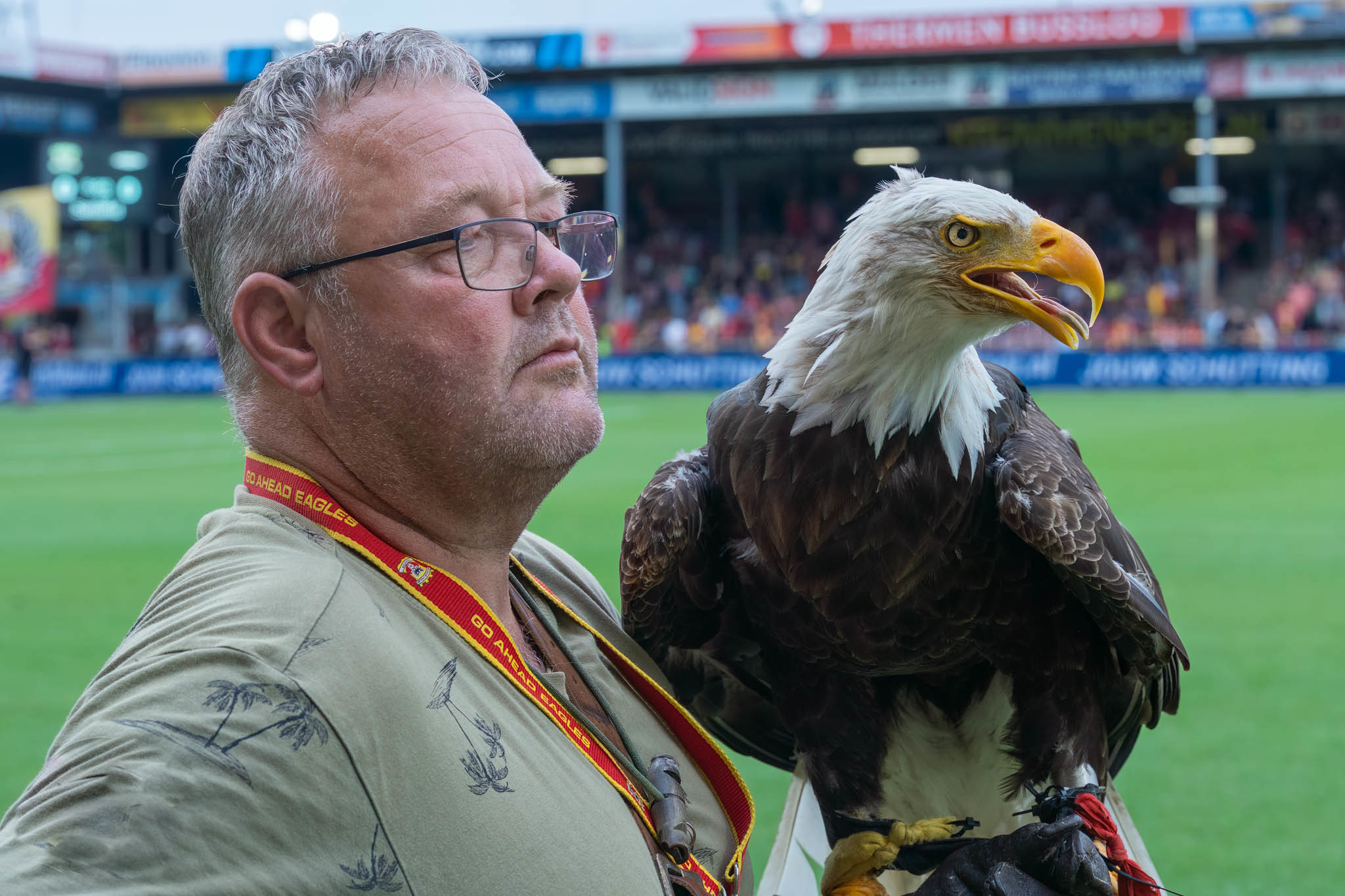
Arend in het stadion voor de wedstrijd tegen Brann (juli 2024)

- In navolging van bijvoorbeeld Benfica en Vitesse vliegt er sinds 16 oktober 2008 voor aanvang van elke thuiswedstrijd een Amerikaanse zeearend, genaamd Harley, door het stadion.